# Besoldungsordnung A
Die Besoldungsordnungen A des Bundesbesoldungsgesetzes (BBesG; „Bundesbesoldungsordnung A“) und der Landesbesoldungsgesetze enthalten die Ämter der Beamten und ihre Besoldungsgruppen. Dabei sind die Ämter nach ihrer Wertigkeit den Besoldungsgruppen zugewiesen. Die Bundesbesoldungsordnung A enthält zudem die Dienstgrade der Soldaten (Berufssoldaten und Soldaten auf Zeit) und ihre Besoldungsgruppen, wobei entsprechend die Dienstgrade nach ihrer Wertigkeit den Besoldungsgruppen zugeordnet sind.
Grundsätzlich bestehen in den Besoldungsordnungen A die Besoldungsgruppen A 2 bis A 16. In der Bundesbesoldungsordnung A entfiel zum 1. April 2020 die Besoldungsgruppe A 2. In den Besoldungsordnungen A sind teilweise weitere niedrige Besoldungsgruppen entfallen. Die Besoldungsordnungen A können, neben den Zuordnungen der Ämter zu den Besoldungsgruppen, auch allgemeine Vorbemerkungen, Regelungen zu Stellenzulagen und weiterer Zulagen sowie zu den Amtsbezeichnungen enthalten.
Die Höhe der Bezüge der einzelnen Besoldungsgruppen ist je nach Besoldungsordnung unterschiedlich. Nachdem nach der Föderalismusreform 2006 die Länder für die Besoldung ihrer eigenen Beamten die Gesetzeskompetenz erhalten hatten, haben sich die Dienstbezüge auseinanderentwickelt.
Die Amtsbezeichnungen der Beamten in der Besoldungsordnung A sind im Folgenden angegeben. Kursiv gedruckte Amtsbezeichnungen sind hierbei Grundamtsbezeichnungen, die mit einem Zusatz (z. B. Bau-, Forst-, Regierungs-, Stadt-) ergänzt werden können oder selten ergänzt werden müssen (z. B. Rat, Oberrat).

## Bundesbesoldungsordnung A

### Besoldungsgruppe A 2
(zum 1. März 2020 aufgehoben)
- Oberamtsgehilfe
- Wachtmeister 1) 2)

### Besoldungsgruppe A 3
- Hauptamtsgehilfe
- Oberaufseher 1)
- Oberschaffner 1)
- Oberwachtmeister 1) 2)
- Grenadier, Jäger, Panzerschütze, Panzergrenadier, Panzerjäger, Kanonier, Panzerkanonier, Pionier, Panzerpionier, Funker, Panzerfunker, Schütze, Flieger, Sanitätssoldat, Matrose
- Gefreiter 3)

### Besoldungsgruppe A 4
- Amtsmeister
- Hauptaufseher 1)
- Hauptschaffner 1)
- Hauptwachtmeister 1) 2)
- Oberwart 1) 3)
- Obergefreiter
- Hauptgefreiter 4)

### Besoldungsgruppe A 5
- Betriebsassistent 1) 2)
- Erster Hauptwachtmeister 1) 2) 3)
- Hauptwart 1) 2)
- Oberamtsmeister 2)
- Stabsgefreiter
- Oberstabsgefreiter 1)
- Unteroffizier
- Maat
- Fahnenjunker
- Seekadett

### Besoldungsgruppe A 6
- Betriebsassistent 1)
- Erster Hauptwachtmeister 1) 2)
- Hauptwart 1)
- Oberamtsmeister 1)
- Sekretär 3)
- Korporal
- Stabskorporal 5)
- Stabsunteroffizier 4)
- Obermaat 4)

### Besoldungsgruppe A 7
- Brandmeister 1)
- Oberlokomotivführer 2)
- Obersekretär 3)
- Oberwerkmeister 2)
- Polizeimeister 1)
- Stabsunteroffizier 4)
- Obermaat 4)
- Feldwebel
- Bootsmann
- Fähnrich
- Fähnrich zur See
- Oberfeldwebel 5)
- Oberbootsmann 5)

### Besoldungsgruppe A 8
- Hauptlokomotivführer
- Hauptsekretär
- Hauptwerkmeister
- Oberbrandmeister
- Polizeiobermeister
- Hauptfeldwebel 1)
- Hauptbootsmann 1)
- Oberfähnrich 1)
- Oberfähnrich zur See 1)

### Besoldungsgruppe A 9
- Amtsinspektor 1)
- Betriebsinspektor 1)
- Hauptbrandmeister 1)
- Inspektor
- Kapitän
- Konsulatssekretär
- Kriminalkommissar
- Polizeihauptmeister 1)
- Polizeikommissar
- Stabsfeldwebel
- Stabsbootsmann
- Oberstabsfeldwebel 1)
- Oberstabsbootsmann 1)
- Leutnant
- Leutnant zur See

### Besoldungsgruppe A 101)
- Konsulatssekretär Erster Klasse
- Kriminaloberkommissar
- Erster Amtsinspektor (Mittlerer Dienst in Baden-Württemberg)[1]
- Oberinspektor
- Polizeioberkommissar
- Seekapitän
- Oberleutnant
- Oberleutnant zur See

### Besoldungsgruppe A 111)
- Amtmann
- Kanzler 2)
- Kriminalhauptkommissar 3)
- Polizeihauptkommissar 3)
- Seeoberkapitän
- Hauptmann 3)
- Kapitänleutnant 3)

### Besoldungsgruppe A 12
- Amtsrat
- Kanzler Erster Klasse 1) 2)
- Kriminalhauptkommissar 3)
- Polizeihauptkommissar 3)
- Rechnungsrat
  - als Prüfungsbeamter beim Bundesrechnungshof
- Seehauptkapitän 1)
- Hauptmann 3)
- Kapitänleutnant 3)

### Besoldungsgruppe A 131)4)
- Akademischer Rat
  - als wissenschaftlicher Mitarbeiter an einer Hochschule
- Erster Kriminalhauptkommissar
- Erster Polizeihauptkommissar
- Kanzler Erster Klasse 3) 4)
- Konsul
- Kustos
- Legationsrat 11)
- Militärrabbiner
- Oberamtsrat
- Oberrechnungsrat 11)
  - als Prüfungsbeamter beim Bundesrechnungshof
- Pfarrer 5)
- Rat
- Seehauptkapitän 3)
- Fachschuloberlehrer 6) 7) 8)
- Studienrat
  - im höheren Dienst 9)
- Stabshauptmann
- Stabskapitänleutnant
- Major
- Korvettenkapitän
- Stabsapotheker
- Stabsarzt
- Stabsveterinär

### Besoldungsgruppe A 14
- Akademischer Oberrat
  - als wissenschaftlicher Mitarbeiter an einer Hochschule
- Konsul Erster Klasse
- Legationsrat Erster Klasse 2)
- Militärrabbiner
- Oberkustos
- Oberrat
- Pfarrer 4)
- Fachschuldirektor
  - als Leiter einer Bundeswehrfachschule mit Lehrgängen, die zu einem Abschluss führen, der dem der Realschule entspricht 5)
- Fachschuloberlehrer
  - als der ständige Vertreter des Direktors einer Fachschule als Leiter einer Fachschule des Bundes mit beruflichem Unterricht mit bis zu 360 Unterrichtsteilnehmern 6) 7)
  - als Stufenleiter Sekundarstufe I bei einer Bundeswehrfachschule 6)
- Oberstudienrat
  - im höheren Dienst 8)
- Regierungsschulrat
- Oberstleutnant 3)
- Fregattenkapitän 3)
- Oberstabsapotheker
- Oberstabsarzt
- Oberstabsveterinär

### Besoldungsgruppe A 15
- Akademischer Direktor
  - als wissenschaftlicher Mitarbeiter an einer Hochschule
- Botschafter 1)
- Botschaftsrat
- Bundesbankdirektor 2)
- Dekan
- Direktor
- Generalkonsul 4)
- Gesandter 4)
- Hauptkustos
- Koordinierender Militärrabbiner
- Museumsdirektor und Professor
- Vortragender Legationsrat
- Direktor einer Fachschule
  - als Leiter einer Fachschule mit beruflichem Unterricht mit bis zu 360 Unterrichtsteilnehmern 8) 9)
- Regierungsschuldirektor
  - als Dezernent (Referent) im Schulaufsichtsdienst
- Studiendirektor
  - im höheren Dienst
als der ständige Vertreter des Leiters einer Fachschule mit beruflichem Unterricht mit mehr als 360 Unterrichtsteilnehmern 8) 9) zur Koordinierung schulfachlicher Aufgaben oder als hauptamtlicher Studienleiter in der Lehrerausbildung
- Oberstleutnant 7) 10)
- Fregattenkapitän 7) 10)
- Oberfeldapotheker
- Flottillenapotheker
- Oberfeldarzt
- Flottillenarzt
- Oberfeldveterinär

### Besoldungsgruppe A 16
- Abteilungsdirektor
- Abteilungspräsident
- Botschafter 1)
- Botschaftsrat Erster Klasse
- Bundesbankdirektor 2)
- Direktor
- Generalkonsul 4)
- Gesandter 4)
- Leitender Akademischer Direktor
  - als wissenschaftlicher Mitarbeiter an einer Hochschule 5)
- Leitender Dekan
- Leitender Direktor 6)
- Leitender Militärrabbiner
- Ministerialrat
  - bei einer obersten Bundesbehörde und beim Bundeseisenbahnvermögen 7)
- Vortragender Legationsrat Erster Klasse 7)
- Leitender Regierungsschuldirektor
  - als Dezernent (Referent) im Schulaufsichtsdienst
- Oberstudiendirektor
  - im höheren Dienst als Leiter einer Fachschule mit beruflichem Unterricht mit mehr als 360 Unterrichtsteilnehmern 8)
- Oberst 9)
- Kapitän zur See 9)
- Oberstapotheker 9)
- Flottenapotheker 9)
- Oberstarzt 9)
- Flottenarzt 9)
- Oberstveterinär 9)

## Landesbesoldungsordnungen A

### Baden-Württemberg

#### Besoldungsgruppe A 6
- Erster Hauptwachtmeister
- Hauptwart
- Oberamtsmeister

#### Besoldungsgruppe A 7
- Brandmeister
- Hauptwart
- Krankenpfleger
- Krankenschwester
- Lebensmittelkontrolleur
- Oberamtsmeister
- Obersekretär
- Oberwerkmeister
- Polizeimeister
- Stationspfleger
- Stationsschwester

#### Besoldungsgruppe A 8
- Abteilungspfleger
- Abteilungsschwester
- Gerichtsvollzieher
- Hauptsekretär
- Hauptwerkmeister
- Lebensmitteloberkontrolleur
- Oberbrandmeister
- Polizeiobermeister
- Straßenmeister (Amtszulage als Leiter einer Straßenmeisterei oder Autobahnmeisterei)

#### Besoldungsgruppe A 9
- Amtsinspektor
- Betriebsinspektor
- Fachlehrer
- Hauptbrandmeister
- Hauptstraßenmeister
  - als Leiter einer großen und bedeutenden Straßenmeisterei oder Autobahnmeisterei
- Inspektor
- Kriminalkommissar
- Landwirtschaftstechnischer Lehrer und Berater
- Lebensmittelhauptkontrolleur
- Obergerichtsvollzieher
- Oberin
- Oberpfleger
- Oberschwester
- Oberstraßenmeister (Amtszulage als Leiter einer Straßenmeisterei oder Autobahnmeisterei)
- Pflegevorsteher
- Polizeihauptmeister
- Polizeikommissar

#### Besoldungsgruppe A 10
- Erster Amtsinspektor (Mittlerer Dienst in Baden-Württemberg)
- Erster Hauptstraßenmeister
  - als Leiter einer besonders großen und besonders bedeutenden Straßenmeisterei oder Autobahnmeisterei
- Erster Lebensmittelhauptkontrolleur
- Erste Oberin/Erster Pflegevorsteher
  - als Leitende Unterrichtsschwester/Leitender Unterrichtspfleger an einer Krankenpflegeschule oder einer Schule für Krankenpflegehilfe mit durchschnittlich mindestens 80 Lehrgangsteilnehmern
  - als Leiter(in) eines Pflegebereichs mit mindestens 96 Pflegepersonen
  - als Leiter(in) eines Pflegedienstes mit mindestens 150 Pflegepersonen
  - als ständige Vertreterin/ständiger Vertreter einer Leitenden Unterrichtsschwester/eines Leitenden Unterrichtspflegers an einer Krankenpflegeschule oder einer Schule für Krankenpflegehilfe mit durchschnittlich mindestens 160 Lehrgangsteilnehmern
  - als ständige Vertreterin/ständiger Vertreter der Leiterin/des Leiters eines Pflegedienstes mit mindestens 300 Pflegepersonen
- Fachoberlehrer
- Kriminaloberkommissar
- Künstlerisch-technischer Lehrer
- Landwirtschaftstechnischer Oberlehrer und Berater
- Oberinspektor
- Polizeioberkommissar
- Technischer Lehrer
  - an einer beruflichen Schule oder an einer vergleichbaren kommunalen schulischen Einrichtung
  - an einer Sonderschule
  - an der Dualen Hochschule Baden-Württemberg

#### Besoldungsgruppe A 11
- Amtmann
- Erster Hauptstraßenmeister
  - als Leiter einer besonders großen und besonders bedeutenden Straßenmeisterei oder Autobahnmeisterei
- Erster Lebensmittelhauptkontrolleur
- Erste Oberin/Erster Pflegevorsteher
  - als Leitende Unterrichtsschwester/Leitender Unterrichtspfleger an einer Krankenpflegeschule oder einer Schule für Krankenpflegehilfe mit durchschnittlich mindestens 160 Lehrgangsteilnehmern
  - als Leiterin/als Leiter eines Pflegebereichs mit mindestens 192 Pflegepersonen
  - als Leiterin/als Leiter eines Pflegedienstes mit mindestens 300 Pflegepersonen
- Fachoberlehrer
- Fachoberlehrer
  - als Fachbetreuer
  - als Leiter eines Schulkindergartens mit mehr als zwei Gruppen
  - an einer Sonderschule für Geistigbehinderte oder an einer sonstigen Sonderschule mit einer Abteilung für Geistigbehinderte als Stufenleiter der Unter-, Mittel- oder Oberstufe
- Kriminalhauptkommissar
- Künstlerisch-technischer Lehrer
- Landwirtschaftstechnischer Oberlehrer und Berater
- Polizeihauptkommissar
- Technischer Oberlehrer
  - an einer beruflichen Schule oder an einer vergleichbaren kommunalen schulischen Einrichtung
  - an einer Sonderschule
  - an der Dualen Hochschule Baden-Württemberg

#### Besoldungsgruppe A 12
- Amtsanwalt
- Amtsrat
- Konrektor
  - als der ständige Vertreter des Leiters einer Grundschule mit mehr als 100 bis zu 180 Schülern
- Kriminalhauptkommissar
- Künstlerisch-technischer Oberlehrer
- Lehrer
  - mit der Befähigung für das Lehramt an Grund- und Hauptschulen
  - mit der Befähigung für das Lehramt Grundschule
- Notarvertreter
- Polizeihauptkommissar
- Rechnungsrat
  - als Prüfungsbeamter beim Rechnungshof
- Technischer Oberlehrer
  - an einer beruflichen Schule als Fachbetreuer
  - an einem sonderpädagogischen Bildungs- und Beratungszentrum mit Förderschwerpunkt geistige Entwicklung als Stufenleiter der Berufsschulstufe
  - an der Dualen Hochschule Baden-Württemberg als Fachbeauftragter

#### Besoldungsgruppe A 13
- Akademischer Rat
- Bezirksnotar
- Erster Kriminalhauptkommissar
- Erster Künstlerisch-technischer Oberlehrer
- Erster Polizeihauptkommissar
- Fachschulrat
  - an einer Pädagogischen Hochschule
- Gemeinschaftsschulkonrektor
  - als der ständige Vertreter des Leiters einer Gemeinschaftsschule ohne gymnasiale Oberstufe mit bis zu 180 Schülern
- Geschäftsführer bei einer Handwerkskammer
- Gewerbeschulrat
- Handelsschulrat
- Hauswirtschaftsschulrat
- Konrektor
  - als der ständige Vertreter des Leiters einer Grundschule mit mehr als 180 bis zu 360 Schülern
  - als der ständige Vertreter des Leiters einer Grundschule mit mehr als 360 Schülern
  - als der ständige Vertreter des Leiters einer Grund- und Hauptschule mit Realschule, Grund- und Werkrealschule mit Realschule, Hauptschule mit Realschule, Werkrealschule mit Realschule oder Grundschule mit Realschule mit insgesamt bis zu 180 Schülern
  - als der ständige Vertreter des Leiters einer Hauptschule, Werkrealschule, Grund- und Hauptschule oder Grund- und Werkrealschule mit mehr als 100 bis zu 180 Schülern
  - als der ständige Vertreter des Leiters eines sonderpädagogischen Bildungs- und Beratungszentrums mit Förderschwerpunkt Lernen mit bis zu 90 Schülern
  - als der ständige Vertreter des Leiters eines sonderpädagogischen Bildungs- und Beratungszentrums mit sonstigen Förderschwerpunkten mit bis zu 45 Schülern
- Konservator
- Landwirtschaftlicher Direktor bei einem Schulbauernhof
- Landwirtschaftlicher Fachschulrat
- Landwirtschaftsschulrat
- Lehrer
  - mit der Befähigung für das Lehramt Sonderpädagogik
  - mit der Befähigung für das Lehramt Werkreal-, Haupt- und Realschule
- Oberamtsanwalt
- Oberamtsrat
- Oberrechnungsrat
  - als Prüfungsbeamter beim Rechnungshof
- Pädagogischer Direktor bei einem Schulbauernhof
- Parlamentsrat
- Pfarrer im Justizvollzugsdienst
- Rat
- Realschulkonrektor
  - als der ständige Vertreter des Leiters einer Realschule mit bis zu 180 Schülern
- Realschullehrer
  - mit der Befähigung für das Lehramt an Realschulen
- Rektor
  - einer Grundschule mit bis zu 100 Schülern
  - einer Grundschule mit mehr als 100 bis zu 180 Schülern

- Seminarschulrat
  - als Bereichsleiter
  - an einem Seminar für Ausbildung und Fortbildung der Lehrkräfte (Fachseminar für Sonderpädagogik und Pädagogisches Fachseminar)
  - an einem Seminar für Ausbildung und Fortbildung der Lehrkräfte im Bereich Grundschulen
  - an einem Seminar für Ausbildung und Fortbildung der Lehrkräfte im Bereich Grundschulen und zugleich ständiger Vertreter des Leiters des Seminars
- Sonderschullehrer
- Studienrat
  - als der ständige Vertreter des Leiters einer Gemeinschaftsschule ohne gymnasiale Oberstufe mit bis zu 180 Schülern
  - als Referatsleiter am Landesmedienzentrum
  - als Referent am Institut für Bildungsanalysen Baden-Württemberg
  - als Referent am Zentrum für Schulqualität und Lehrerbildung
  - als Referent in einem großen und bedeutenden Referat am Landesmedienzentrum
  - mit der Befähigung für das Lehramt an Gymnasien oder an beruflichen Schulen

#### Besoldungsgruppe A 14
- Akademischer Oberrat
- Bezirksnotar
  - als Gruppenleiter in einem grundbuchführenden Amtsgericht mit 10 und mehr Planstellen für Grundbuchsachbearbeiter oder als Leiter des Grundbuchzentralarchivs
  - als Leiter der Grundbuchdatenzentrale mit zehn und mehr Dienstposten für Angehörige des gehobenen Dienstes
  - als Fachgruppenleiter in einem Amtsgericht mit drei und mehr Dienstposten für Angehörige des gehobenen Dienstes in den Bereichen Nachlass und Betreuung, sofern in der Fachgruppe Aufgaben nach § 33 Absatz 3 des Rechtspflegergesetzes in der ab 1. Januar 2018 geltenden Fassung wahrgenommen werden
  - als Prüfungsbeauftragter nach § 114 Absatz 7 der Bundesnotarordnung in der ab 1. Januar 2018 geltenden Fassung
- Direktor eines Seminars für Ausbildung und Fortbildung der Lehrkräfte
- Erster Oberamtsanwalt
- Fachschulrat
  - als Abteilungsleiter an einem sonderpädagogischen Bildungs- und Beratungszentrum mit Internat
- Gemeinschaftsschulabteilungsleiter
  - als Leiter einer Abteilung einer Gemeinschaftsschule ohne gymnasiale Oberstufe mit mehr als 850 Schülern
- Gemeinschaftsschulkonrektor
  - als der ständige Vertreter des Leiters einer Gemeinschaftsschule ohne gymnasiale Oberstufe mit mehr als 180 bis zu 360 Schülern
  - als der ständige Vertreter des Leiters einer Gemeinschaftsschule ohne gymnasiale Oberstufe mit mehr als 360 Schülern
- Gemeinschaftsschulrektor
  - einer Gemeinschaftsschule ohne gymnasiale Oberstufe mit bis zu 180 Schülern
  - einer Gemeinschaftsschule ohne gymnasiale Oberstufe mit mehr als 180 bis zu 360 Schülern
- Geschäftsführer bei einer Handwerkskammer
- Konrektor
  - als der ständige Vertreter des Leiters einer Hauptschule, Werkrealschule, Grund- und Hauptschule, Grund- und Werkrealschule, Grund- und Hauptschule mit Realschule, Grund- und Werkrealschule mit Realschule, Hauptschule mit Realschule, Werkrealschule mit Realschule oder Grundschule mit Realschule
    - mit mehr als 180 bis zu 360 Schülern
    - mit mehr als 360 Schülern

  - als der ständige Vertreter des Leiters eines sonderpädagogischen Bildungs- und Beratungszentrums
    - mit Förderschwerpunkt Lernen mit mehr als 90 bis zu 180 Schülern
    - mit Förderschwerpunkt Lernen mit mehr als 180 Schülern
    - mit sonstigen Förderschwerpunkten mit mehr als 45 bis zu 90 Schülern
    - mit sonstigen Förderschwerpunkten mit mehr als 90 Schülern
    - mit 3 bis 8 Schulstellen im Justizvollzug
    - mit mindestens 9 Schulstellen im Justizvollzug
- Landwirtschaftlicher Direktor bei einem Schulbauernhof
- Oberstudienrat
  - als der ständige Vertreter des Leiters einer Gemeinschaftsschule ohne gymnasiale Oberstufe mit mehr als 180 bis zu 360 Schülern
  - als der ständige Vertreter des Leiters einer Gemeinschaftsschule ohne gymnasiale Oberstufe mit mehr als 360 Schülern3)
  - als Leiter eines großen und bedeutenden Referats am Landesmedienzentrum
  - als Leiter einer Abteilung einer Gemeinschaftsschule ohne gymnasiale Oberstufe mit mehr als 850 Schülern
  - als Leiter einer Gemeinschaftsschule ohne gymnasiale Oberstufe mit bis zu 180 Schülern
  - als Leiter einer Gemeinschaftsschule ohne gymnasiale Oberstufe mit mehr als 180 bis zu 360 Schülern
  - als Referatsleiter und zugleich der ständige Vertreter des Leiters eines Fachbereichs am Landesmedienzentrum
  - als Referent am Institut für Bildungsanalysen Baden-Württemberg
  - als Referent am Zentrum für Schulqualität und Lehrerbildung
  - mit der Befähigung für das Lehramt an Gymnasien oder an beruflichen Schulen
- Oberkonservator
- Oberrat
- Pädagogischer Direktor bei einem Schulbauernhof
- Parlamentsrat
- Pfarrer im Justizvollzugsdienst
- Realschulrektor
  - als der ständige Vertreter des Leiters einer Realschule mit mehr als 180 bis zu 360 Schülern
  - als der ständige Vertreter des Leiters einer Realschule mit mehr als 360 Schülern
- Regierungsschulrat
  - als Referent in der Schulaufsicht bei einer oberen Schulaufsichtsbehörde
  - bei einer obersten Landesbehörde
- Rektor
  - als Leiter eines sonderpädagogischen Bildungs- und Beratungszentrums
    - mit Förderschwerpunkt Lernen mit bis zu 90 Schülern
    - mit Förderschwerpunkt Lernen mit mehr als 90 bis zu 180 Schülern
    - mit sonstigen Förderschwerpunkten mit bis zu 45 Schülern
    - mit sonstigen Förderschwerpunkten mit mehr als 45 bis zu 90 Schülern
    - mit 3 bis 8 Schulstellen im Justizvollzug

  - einer Grundschule mit mehr als 180 bis zu 360 Schülern
  - einer Grundschule mit mehr als 360 Schülern
  - einer Hauptschule, Werkrealschule, Grund- und Hauptschule, Grund- und Werkrealschule, Grund- und Hauptschule mit Realschule, Grund- und Werkrealschule mit Realschule, Hauptschule mit Realschule, Werkrealschule mit Realschule oder Grundschule mit Realschule
    - mit bis zu 180 Schülern
    - mit mehr als 180 bis zu 360 Schülern3)
- Schulrat
  - als Schulaufsichtsbeamter bei einer unteren Schulaufsichtsbehörde
- Schulseminardirektor
- als Leiter der Abteilungen Sonderpädagogik am Seminar für Ausbildung und Fortbildung der Lehrkräfte Karlsruhe und Schwäbisch Gmünd (an den Pädagogischen Fachseminaren Karlsruhe und Schwäbisch Gmünd
- Seminarschulrat
  - als Bereichsleiter
  - an einem Seminar für Ausbildung und Fortbildung der Lehrkräfte (Fachseminar für Sonderpädagogik und Pädagogisches Fachseminar)
  - an einem Seminar für Ausbildung und Fortbildung der Lehrkräfte im Bereich Werkreal-, Haupt- sowie Realschulen
  - an einem Seminar für Ausbildung und Fortbildung der Lehrkräfte (Fachseminar für Sonderpädagogik und Pädagogisches Fachseminar) und zugleich ständiger Vertreter des Leiters des Seminars
  - an einem Seminar für Ausbildung und Fortbildung der Lehrkräfte im Bereich Werkreal-, Haupt- sowie Realschulen und zugleich ständiger Vertreter des Leiters des Seminars
  - an einem Seminar für Ausbildung und Fortbildung der Lehrkräfte (Gymnasium und Sonderpädagogik - Abteilung Sonderpädagogik)
- an einem Seminar für Ausbildung und Fortbildung der Lehrkräfte (Gymnasium und Sonderpädagogik - Abteilung Sonderpädagogik) und zugleich ständiger Vertreter des Leiters der Abteilung
- Zweiter Gemeinschaftsschulkonrektor
  - einer Gemeinschaftsschule ohne gymnasiale Oberstufe mit mehr als 540 Schülern
- Zweiter Konrektor
  - an einem sonderpädagogischen Bildungs- und Beratungszentrum
  - mit Förderschwerpunkt Lernen mit mehr als 270 Schülern
  - mit sonstigen Förderschwerpunkten mit mehr als 135 Schülern
  - mit mindestens 13 Schulstellen im Justizvollzug
  - einer Grund- und Hauptschule mit Realschule, Grund- und Werkrealschule mit Realschule, Hauptschule mit Realschule, Werkrealschule mit Realschule oder Grundschule mit Realschule mit insgesamt mehr als 540 Schülern
- Zweiter Realschulkonrektor
  - einer Realschule mit mehr als 540 Schülern

#### Besoldungsgruppe A 15
- Akademischer Direktor
- Dekan im Justizvollzugsdienst
- Direktor
- Direktor des Seminars für Ausbildung und Fortbildung der Lehrkräfte (Fachseminar für Sonderpädagogik und Pädagogisches Fachseminar)
- Direktor eines Seminars für Ausbildung und Fortbildung der Lehrkräfte
  - als Leiter eines Seminars (Werkreal-, Haupt- sowie Realschulen auch mit Grundschulen)
  - an einem Seminar (Berufliche Schulen)
  - als Bereichsleiter
  - als Bereichsleiter und zugleich ständiger Vertreter des Direktors
  - als Leiter der Abteilung Gymnasium und zugleich ständiger Vertreter des Direktors für diese Abteilung
  - an einem Seminar (Gymnasien)
  - als Bereichsleiter
  - als Bereichsleiter und zugleich ständiger Vertreter des Direktors
  - an einem Seminar (Gymnasium und Sonderpädagogik)
  - als Leiter der Abteilung Sonderpädagogik
- Direktor eines sonderpädagogischen Bildungs- und Beratungszentrums mit Internat
  - als Leiter eines sonderpädagogischen Bildungs- und Beratungszentrums mit Internat mit bis zu 90 Schülern
  - als Leiter eines sonderpädagogischen Bildungs- und Beratungszentrums mit Internat mit mehr als 90 Schülern
- Erster Landesbeamter
- Fachbereichsdirektor am Landesmedienzentrum
  - als Leiter eines Fachbereichs
- Fachschuldirektor
  - als der ständige Vertreter des Leiters eines sonderpädagogischen Bildungs- und Beratungszentrums mit Internat mit mehr als 90 Schülern
  - als der ständige Vertreter des Leiters eines sonderpädagogischen Bildungs- und Beratungszentrums mit Internat mit mehr als 90 Schülern
    - und mit einer Abteilung Sonderberufs- oder Sonderberufsfachschule mit mehr als 60 Schülern
    - und mit einer voll ausgebauten Abteilung gymnasiale Oberstufe
- Forstdirektor
- Gemeinschaftsschulkonrektor
  - als der ständige Vertreter des Leiters einer Gemeinschaftsschule mit gymnasialer Oberstufe mit bis zu 360 Schülern
  - als der ständige Vertreter des Leiters einer Gemeinschaftsschule mit gymnasialer Oberstufe mit mehr als 360 Schülern
- Gemeinschaftsschulrektor
  - einer Gemeinschaftsschule mit gymnasialer Oberstufe mit bis zu 360 Schülern
  - einer Gemeinschaftsschule ohne gymnasiale Oberstufe mit mehr als 360 Schülern
- Geschäftsführer bei einer Handwerkskammer
- Hauptkonservator
- Parlamentsrat
- Realschulrektor
  - einer Realschule mit mehr als 360 Schülern
- Regierungsdirektor
  - als der ständige Vertreter des Leiters einer Regionalstelle des Zentrums für Schulqualität und Lehrerbildung
  - als Referatsleiter am Institut für Bildungsanalysen Baden-Württemberg
  - als Referent am Institut für Bildungsanalysen Baden-Württemberg
  - als Referent am Zentrum für Schulqualität und Lehrerbildung
- Regierungsmedizinaldirektor
  - als Leiter einer Außenstelle der Abteilung Polizeiärztlicher Dienst beim Präsidium Technik, Logistik, Service der Polizei
  - als Stellvertreter des Leiters eines Gesundheitsamts bei einem Landratsamt
- Regierungsschuldirektor
  - als der ständige Vertreter des Leiters einer Regionalstelle des Zentrums für Schulqualität und Lehrerbildung
  - als Referatsleiter am Institut für Bildungsanalysen Baden-Württemberg
  - als Referent am Institut für Bildungsanalysen Baden-Württemberg
  - als Referent am Zentrum für Schulqualität und Lehrerbildung
  - als Referent in der Schulaufsicht bei einer oberen Schulaufsichtsbehörde
  - bei einer obersten Landesbehörde
- Rektor
  - als Leiter eines sonderpädagogischen Bildungs- und Beratungszentrums
  - mit Förderschwerpunkt Lernen mit mehr als 180 Schülern
  - mit sonstigen Förderschwerpunkten mit mehr als 90 Schülern
  - mit mindestens 9 Schulstellen im Justizvollzug
  - einer Hauptschule, Werkrealschule, Grund- und Hauptschule, Grund- und Werkrealschule, Grund- und Hauptschule mit Realschule, Grund- und Werkrealschule mit Realschule, Hauptschule mit Realschule, Werkrealschule mit Realschule oder Grundschule mit Realschule mit mehr als 360 Schülern
- Schulamtsdirektor
  - als Schulaufsichtsbeamter bei einer unteren Schulaufsichtsbehörde
  - als der ständige Vertreter des Leitenden Schulamtsdirektors beim Staatlichen Schulamt Mannheim
- Studiendirektor
  - als der ständige Vertreter des Leiters des Internationalen Studienzentrums bei einer wissenschaftlichen Hochschule
  - als der ständige Vertreter des Leiters des Landesgymnasiums für Hochbegabte mit Internat und Kompetenzzentrum Schwäbisch Gmünd
  - als der ständige Vertreter des Leiters eines Studienkollegs bei einer wissenschaftlichen Hochschule
    - an einem sonderpädagogischen Bildungs- und Beratungszentrum mit Internat mit mehr als 90 Schülern als Leiter einer Abteilung Sonderberufs- oder Sonderberufsfachschule mit mehr als 60 Schülern

  - an einem sonderpädagogischen Bildungs- und Beratungszentrum mit Internat mit mehr als 90 Schülern als Leiter einer voll ausgebauten Abteilung gymnasiale Oberstufe
  - als Fachberater in der Schulaufsicht, als Fachleiter oder Seminarlehrer an Studienseminaren oder Seminarschulen oder zur Koordinierung schulfachlicher Aufgaben
  - als der ständige Vertreter des Leiters
    - einer beruflichen Schule mit mehr als 80 bis zu 360 Schülern
    - einer beruflichen Schule mit mehr als 360 Schülern
    - eines Gymnasiums im Aufbau mit
      - mehr als 540 Schülern, wenn die oberste Jahrgangsstufe fehlt
      - mehr als 670 Schülern, wenn die zwei oberen Jahrgangsstufen fehlen
      - mehr als 800 Schülern wenn die drei oberen Jahrgangsstufen fehlen

    - eines nicht voll ausgebauten Gymnasiums
    - eines voll ausgebauten Gymnasiums mit bis zu 360 Schülern
    - eines voll ausgebauten Gymnasiums mit mehr als 360 Schülern
    - eines voll ausgebauten Oberstufengymnasiums
    - eines zweizügig voll ausgebauten Oberstufengymnasiums oder eines Oberstufengymnasiums mit mindestens zwei Schultypen
    - eines Aufbaugymnasiums mit voll ausgebauter Oberstufe
    - eines Aufbaugymnasiums mit mindestens zweizügig voll ausgebauter Oberstufe
    - einer Gemeinschaftsschule mit gymnasialer Oberstufe mit bis zu 360 Schülern
    - einer Gemeinschaftsschule mit gymnasialer Oberstufe mit mehr als 360 Schülern

  - als Leiter
    - einer beruflichen Schule mit bis zu 80 Schülern
    - einer beruflichen Schule mit mehr als 80 bis zu 360 Schülern
    - eines nicht voll ausgebauten Gymnasiums
    - eines voll ausgebauten Gymnasiums mit bis zu 360 Schülern
    - eines voll ausgebauten Oberstufengymnasiums
    - eines Aufbaugymnasiums mit voll ausgebauter Oberstufe
    - einer Gemeinschaftsschule mit gymnasialer Oberstufe mit bis zu 360 Schülern
    - einer Gemeinschaftsschule ohne gymnasiale Oberstufe mit mehr als 360 Schülern

#### Besoldungsgruppe A 16
- Abteilungsdirektor
  - als ständiger Vertreter des Leiters einer Abteilung bei einem Regierungspräsidium
- Direktor bei der Nationalparkverwaltung im Nationalpark Schwarzwald
- Direktor der Landesanstalt für Landwirtschaft, Ernährung und Ländlichen Raum
- Direktor der Landesanstalt für Schweinezucht
- Direktor der Staatlichen Lehr- und Versuchsanstalt für Gartenbau Heidelberg
- Direktor der Staatlichen Lehr- und Versuchsanstalt für Wein- und Obstbau Weinsberg
- Direktor des Landwirtschaftlichen Zentrums für Rinderhaltung, Grünlandwirtschaft, Milchwirtschaft, Wild und Fischerei Baden-Württemberg
- Direktor des Internationalen Studienzentrums bei einer wissenschaftlichen Hochschule
- Direktor des Landesmedienzentrums Baden-Württemberg
- Direktor des Staatlichen Weinbauinstituts Freiburg
- Direktor
  - als Leiter
  - eines Seminars für Ausbildung und Fortbildung der Lehrkräfte (Berufliche Schulen)
  - eines Seminars für Ausbildung und Fortbildung der Lehrkräfte (Gymnasien)
- Direktor eines sonderpädagogischen Bildungs- und Beratungszentrums mit Internat
  - als Leiter eines sonderpädagogischen Bildungs- und Beratungszentrums mit Internat mit mehr als 90 Schülern
  - und mit einer Abteilung Sonderberufs- oder Sonderberufsfachschule mit mehr als 60 Schülern
  - und mit einer voll ausgebauten Abteilung gymnasiale Oberstufe
  - Direktor eines Studienkollegs bei einer wissenschaftlichen Hochschule
- Ephorus
  - als Leiter des evangelisch-theologischen Seminars Blaubeuren
  - als Leiter des evangelisch-theologischen Seminars Maulbronn
- Erster Landesbeamter
- Fachbereichsleiter
  - als Leiter eines Fachbereichs der Betriebszentrale von Forst Baden-Württemberg
- Gemeinschaftsschulrektor
  - einer Gemeinschaftsschule mit gymnasialer Oberstufe mit mehr als 360 Schülern
- Geschäftsführer bei einer Handwerkskammer
- Landeskonservator
- Leitender Akademischer Direktor
- Leitender Direktor
- Leitender Regierungsdirektor
  - als Leiter einer Regionalstelle des Zentrums für Schulqualität und Lehrerbildung
  - als Referatsleiter am Zentrum für Schulqualität und Lehrerbildung
  - als Referatsleiter und ständiger Vertreter des Leiters einer Abteilung des Instituts für Bildungsanalysen Baden-Württemberg
  - als Referatsleiter und ständiger Vertreter des Leiters einer Abteilung des Zentrums für Schulqualität und Lehrerbildung
- Leitender Regierungsmedizinaldirektor
  - als Leiter eines Gesundheitsamts bei einem Landratsamt mit medizinischer Gutachtenstelle
- Leitender Regierungsschuldirektor
  - als Referatsleiter bei einer oberen Schulaufsichtsbehörde
  - als Leiter einer Regionalstelle des Zentrums für Schulqualität und Lehrerbildung
  - als Referatsleiter am Zentrum für Schulqualität und Lehrerbildung
  - als Referatsleiter und ständiger Vertreter des Leiters einer Abteilung des Instituts für Bildungsanalysen Baden-Württemberg
  - als Referatsleiter und ständiger Vertreter des Leiters einer Abteilung des Zentrums für Schulqualität und Lehrerbildung
- Leitender Schulamtsdirektor
  - als leitender Schulaufsichtsbeamter bei einer unteren Schulaufsichtsbehörde, dem mindestens sechs weitere Schulaufsichtsbeamte unterstellt sind
- Ministerialrat
  - beim Landtag und bei einer obersten Landesbehörde
- Oberstudiendirektor
  - als Leiter des Landesgymnasiums für Hochbegabte mit Internat und Kompetenzzentrum Schwäbisch Gmünd
  - als Leiter
    - einer beruflichen Schule mit mehr als 360 Schülern
    - eines Gymnasiums im Aufbau mit
      - mehr als 540 Schülern, wenn die oberste Jahrgangsstufe fehlt
      - mehr als 670 Schülern, wenn die zwei oberen Jahrgangsstufen fehlen
      - mehr als 800 Schülern, wenn die drei oberen Jahrgangsstufen fehlen

    - eines voll ausgebauten Gymnasiums mit mehr als 360 Schülern
    - eines zweizügig voll ausgebauten Oberstufengymnasiums
    - eines Oberstufengymnasiums mit mindestens zwei Schultypen
    - eines Aufbaugymnasiums mit mindestens zweizügig voll ausgebauter Oberstufe
    - einer Gemeinschaftsschule mit gymnasialer Oberstufe mit mehr als 360 Schülern
- Parlamentsrat
- Vizepräsident der Cybersicherheitsagentur

### Bayern

#### Besoldungsgruppe A 3
- Hauptamtsgehilfe
- Wachtmeister

#### Besoldungsgruppe A 4
- Amtsmeister
- Oberwachtmeister

#### Besoldungsgruppe A 5
- Hauptwachtmeister
- Oberamtsmeister
- Oberwart
- Polizeioberwachtmeister

#### Besoldungsgruppe A 6
- Justizvollstreckungssekretär
- Sekretär
- Werkmeister

#### Besoldungsgruppe A 7
- Obersekretär

#### Besoldungsgruppe A 8
- Hauptsekretär

### Berlin

#### Besoldungsgruppe A 5
künftig wegfallende Ämter
- Hallenmeister

#### Besoldungsgruppe A 6
künftig wegfallende Ämter
- Kanzleivorsteher
- Oberhallenmeister

#### Besoldungsgruppe A 7
künftig wegfallende Ämter
- Gewerbemeister
- Haupthallenmeister
- Kanzleivorsteher

#### Besoldungsgruppe A 8
künftig wegfallende Ämter
- Gewerbeobermeister
- Kanzleivorsteher

#### Besoldungsgruppe A 9
- Gewerbekommissar

künftig wegfallende Ämter
- Gewerbehauptmeister
- Kanzleivorsteher
- Lehrer für Fachpraxis

#### Besoldungsgruppe A 10
- Fachlehrer
  - mit mindestens einjähriger pädagogischer Zusatzausbildung oder mit mindestens zweijähriger hauptberuflicher Unterrichtstätigkeit an öffentlichen Schulen oder Ersatzschulen im Angestelltenverhältnis oder mit der Bestellung zur Lehrassistentin und einer einjährigen hauptberuflichen Unterrichtstätigkeit (Als Eingangsamt; Erhält als Fachlehrer an Lehranstalten für technische Assistenten in der Medizin nach fünfjähriger Dienstzeit als Fachlehrer eine Amtszulage)
- Gewerbeoberkommissar

künftig wegfallende Ämter
- Heimleiter
- Hortleiterin
- Kanzleivorsteher
- Lehrer für Fachpraxis
- Oberin

#### Besoldungsgruppe A 11
- Fachlehrer
  - mit der staatlichen Prüfung als Augenoptiker nach mindestens dreijähriger Dienstzeit als Fachlehrer in der Besoldungsgruppe A 10
  - mit einem Diplom als Sportlehrer nach einem sechssemestrigen Hochschulstudium (als Eingangsamt)
  - zur Koordinierung schulfachlicher Aufgaben, zur Fachberatung der Schulaufsicht oder zur Verwendung in der Aus- und Fortbildung der Fachlehrer jeweils nach mindestens dreijähriger Dienstzeit als Fachlehrer in der Besoldungsgruppe A 10 (Höchstens 30 von Hundert der Planstellen für Fachlehrer in der Besoldungsgruppe A 10; an Lehranstalten für technische Assistenten in der Medizin jedoch mindestens vier Planstellen.; Jeweils ein Fachlehrer an jeder Lehranstalt für technische Assistenten in der Medizin erhält eine Amtszulage)
- Gewerbehauptkommissar (soweit nicht in der Besoldungsgruppe A 12)
- Lehrer
  - als Lehrer für untere Klassen im Unterricht der Klassen 1 bis 4 an allgemeinbildenden Schulen (als Eingangsamt; Mit abgeschlossener pädagogischer Fachschulausbildung als Lehrer für untere Klassen oder als Freundschaftspionierleiter/Erzieher mit einer Ergänzungsausbildung und Prüfung in den entsprechenden Fächern des Lehrers für untere Klassen nach dem Recht der ehemaligen DDR; soweit nicht in Besoldungsgruppe A 12)

künftig wegfallende Ämter
- Leitende Lehrschwester
- Oberin

#### Besoldungsgruppe A 12
- Fachlehrer
  - mit einem Diplom als Sportlehrer nach einem sechssemestrigen Hochschulstudium zur Koordinierung schulfachlicher Aufgaben (eine Stelle in jedem Bezirk)
- Gewerbehauptkommissar (soweit nicht in der Besoldungsgruppe A 11)
- Lehrer
  - als Lehrer für untere Klassen im Unterricht der Klassen 1 bis 4 an allgemeinbildenden Schulen
  - mit einer Lehrbefähigung für ein Fach der Klassen 5 bis 10 oder 5 bis 12 (als Eingangsamt)
- Sonderschullehrer (als Eingangsamt)
- Zweiter Konrektor
  - in einem Lehramt der Besoldungsgruppe A 12 als beauftragter Leiter von Lehrgängen an Haupt- und Realschulen zum Erwerb des Haupt-, des erweiterten Haupt- und des mittleren Schulabschlusses mit mehr als 90 Hörern (erhält eine Amtszulage)

#### Besoldungsgruppe A 13
- Blindenoberlehrer (Eingangsamt, mit Amtszulage)
- Erster Gewerbehauptkommissar
- Gesamtschulrektor
  - als Fachleiter
- Konrektor
  - in einem Lehramt der Besoldungsgruppe A 12 als die ständige Vertreterin oder der ständige Vertreter der Leiterin oder des Leiters einer Grundschule oder des Grundschulteils einer Integrierten Sekundarschule oder Gemeinschaftsschule mit mehr als 180 bis zu 360 Schülern (mit Amtszulage)
- Lehrer
  - mit einer Lehrbefähigung für den berufstheoretischen Unterricht in einer beruflichen Fachrichtung bei entsprechender Verwendung (Eingangsamt)
- Lehrer an Sonderschulen/für Sonderpädagogik (Eingangsamt, mit Amtszulage)
- Lehrkraft mit dem Lehramt an Grundschulen
- Sekundarschulrektor
  - als Fachleiter an einer Integrierten Sekundarschule oder Gemeinschaftsschule (mit Amtszulage)
- Sonderschullehrer
- Studienrat an einer Fachschule
  - mit abgeschlossener wissenschaftlicher Ausbildung und mit der Befähigung für den höheren Dienst
- Studienrat im Hochschuldienst
  - an einer Universität oder der Universität der Künste Berlin mit abgeschlossener wissenschaftlicher Ausbildung
- Taubstummenoberlehrer (Eingangsamt, mit Amtszulage)
- Volkshochschulrat
  - mit abgeschlossener wissenschaftlicher Ausbildung und mit der Befähigung für den höheren Dienst
- Zweiter Konrektor
  - in einem Lehramt der Besoldungsgruppe A 12 an einer Grundschule mit mehr als 540 Schülern (mit Amtszulage)
  - in einem Lehramt der Besoldungsgruppe A 13 als beauftragter Leiter von Lehrgängen an Haupt- und Realschulen zum Erwerb des Haupt-, des erweiterten Haupt- und des mittleren Schulabschlusses mit mehr als 90 Hörern (mit Amtszulage)

künftig wegfallende Ämter
- Fachdozent
- Wissenschaftlicher Rat
  - am Pädagogischen Zentrum

#### Besoldungsgruppe A 14
- Erster Oberamtsanwalt
  - als Abteilungsleiter
- Gesamtschulrektor
  - als der ständige Vertreter des Leiters einer Gesamtschule ohne Oberstufe (mit Amtszulage)
  - zur Koordinierung schulfachlicher Aufgaben
- Konrektor
  - in einem Lehramt der Besoldungsgruppe A 12 als die ständige Vertreterin oder der ständige Vertreter der Leiterin oder des Leiters einer Grundschule oder des Grundschulteils einer Integrierten Sekundarschule oder Gemeinschaftsschule mit mehr als 360 Schülern
  - in einem Lehramt der Besoldungsgruppe A 13 als die ständige Vertreterin oder der ständige Vertreter der Leiterin oder des Leiters einer Grundschule oder des Grundschulteils einer Integrierten Sekundarschule oder Gemeinschaftsschule mit mehr als 180 bis zu 360 Schülern (mit Amtszulage)
  - in einem Lehramt der Besoldungsgruppe A 13 als die ständige Vertreterin oder der ständige Vertreter der Leiterin oder des Leiters einer Grundschule oder des Grundschulteils einer Integrierten Sekundarschule oder Gemeinschaftsschule mit mehr als 360 Schülern (mit Amtszulage)
- Oberstudienrat an einer Fachschule
  - mit abgeschlossener wissenschaftlicher Ausbildung und mit der Befähigung für den höheren Dienst
- Oberstudienrat im Hochschuldienst
  - an einer Universität oder der Universität der Künste Berlin mit abgeschlossener wissenschaftlicher Ausbildung
- Realschulkonrektor
  - als der ständige Vertreter des Leiters einer verbundenen Haupt- und Realschule
    - mit mehr als 180 bis zu 360 Schülern
    - mit mehr als 360 Schülern (mit Amtszulage)
- Realschulrektor
  - als Leiter einer verbundenen Haupt- und Realschule
    - mit bis zu 180 Schülern
    - mit mehr 180 bis zu 360 Schülern (mit Amtszulage)
- Rektorin oder Rektor
  - als Leiterin oder Leiter der schulischen Einrichtung in der Jugendstrafanstalt Berlin
  - als Leiterin oder Leiter der schulischen Einrichtung in der Justizvollzugsanstalt Tegel
  - als Leiter einer Grundschule
    - mit bis zu 180 Schülern (mit Amtszulage)
    - mit mehr als 180 bis zu 360 Schülern (mit Amtszulage)

  - als Leiter des Grundschulteils einer Integrierten Sekundarschule oder Gemeinschaftsschule mit bis zu 180 Schülern am Grundschulteil (mit Amtszulage)
  - als Leiter des Grundschulteils einer Integrierten Sekundarschule oder Gemeinschaftsschule mit mehr als 180 bis zu 360 Schülern am Grundschulteil (mit Amtszulage)
  - als Leiter von Lehrgängen an einer Volkshochschule zum Erwerb der Berufsbildungsreife, der Erweiterten Berufsbildungsreife und des Mittleren Schulabschlusses
  - als der ständige Vertreter des Leiters eines Schulpraktischen Seminars für Lehreranwärter
- Sekundarschulrektor
  - zur Koordinierung schulfachlicher Aufgaben an einer Integrierten Sekundarschule oder Gemeinschaftsschule
- Sonderschulkonrektor
  - als der ständige Vertreter des Leiters einer Sonderschule
    - mit dem Förderschwerpunkt „Lernen“ mit mehr als 90 bis zu 180 Schülern
    - mit dem Förderschwerpunkt „Lernen“ mit mehr als 180 Schülern (mit Amtszulage)
    - mit einem anderen Förderschwerpunkt mit mehr als 45 bis zu 90 Schülern
    - mit einem anderen Förderschwerpunkt mit mehr als 90 Schülern (mit Amtszulage)
    - mit einem anderen Förderschwerpunkt und angegliederten Berufsschulklassen (mit Amtszulage)
- Sonderschulrektor
  - als Leiter einer Schule
    - mit dem Förderschwerpunkt „Lernen“ mit bis zu 90 Schülern
    - mit dem Förderschwerpunkt „Lernen“ mit mehr als 90 bis zu 180 Schülern (mit Amtszulage)
    - mit einem anderen Förderschwerpunkt mit bis zu 45 Schülern
    - mit einem anderen Förderschwerpunkt mit mehr als 45 bis zu 90 Schülern (mit Amtszulage)
- Stellvertretender Direktor einer Integrierten Sekundarschule
  - als der ständige Vertreter des Leiters einer Integrierten Sekundarschule oder Gemeinschaftsschule ohne Oberstufe (mit Amtszulage)
- Volkshochschuloberrat
  - als der ständige Vertreter des Leiters einer Volkshochschule
  - bei dem für das Schulwesen zuständigen Senatsmitglied
- Zweiter Konrektor
  - in einem Lehramt der Besoldungsgruppe A 13 an einer Grundschule mit mehr als 540 Schülern (mit Amtszulage)
- Zweiter Realschulkonrektor
  - an einer verbundenen Haupt- und Realschule mit mehr als 540 Schülern
- Zweiter Sonderschulkonrektor
  - einer Schule mit dem Förderschwerpunkt „Lernen“ mit mehr als 270 Schülern
  - einer Schule mit einem anderen Förderschwerpunkt mit mehr als 135 Schülern

künftig wegfallende Ämter
- Wissenschaftlicher Oberrat
  - am Pädagogischen Zentrum

#### Besoldungsgruppe A 15
- Direktor am Botanischen Garten und Botanischen Museum und Professor
- Direktor einer Integrierten Sekundarschule
  - als Leiter einer Integrierten Sekundarschule oder Gemeinschaftsschule mit Oberstufe (mit Amtszulage)
  - als Leiter einer Integrierten Sekundarschule oder Gemeinschaftsschule ohne Oberstufe
- Gesamtschuldirektor
  - als Leiter der Mittelstufe einer Gesamtschule mit Oberstufe
  - als Leiter einer Gesamtschule ohne Oberstufe
  - als Leiter einer Gesamtschule mit Oberstufe (mit Amtszulage)
  - als der ständige Vertreter des Leiters einer Gesamtschule mit Oberstufe
- Kanzler
  - der „Alice Salomon“ - Hochschule für Sozialarbeit und Sozialpädagogik
  - der Hochschule für Musik „Hanns Eisler“
  - der Hochschule für Schauspielkunst „Ernst Busch“
  - der Kunsthochschule Berlin (Weißensee)
- Oberschulrat (mit Amtszulage)
  - bei dem für das Schulwesen zuständigen Senatsmitglied
- Realschulrektor
  - als Leiter einer verbundenen Haupt- und Realschule mit mehr als 360 Schülern
- Rektor
  - als Leiter einer Grundschule mit mehr als 360 Schülern
  - als Leiter des Grundschulteils einer Integrierten Sekundarschule oder Gemeinschaftsschule mit mehr als 360 Schülern am Grundschulteil
- Schulrat
  - bei dem für das Schulwesen zuständigen Senatsmitglied
- Sekundarschulrektor
  - als Leiter der Mittelstufe einer Integrierten Sekundarschule oder Gemeinschaftsschule mit Oberstufe
- Seminardirektor
  - als Leiter eines Schulpraktischen Seminars für Lehreranwärter
- Sonderschulrektor
  - als Leiter einer Sonderschule
    - mit dem Förderschwerpunkt „Lernen“ mit mehr als 180 Schülern
    - mit einem anderen Förderschwerpunkt mit mehr als 90 Schülern
    - mit einem anderen Förderschwerpunkt und angegliederten Berufsschulklassen
- Studiendirektor
  - als der ständige Vertreter des Leiters
    - einer Gesamtschule mit Oberstufe (mit Amtszulage)
    - einer Gesamtschule ohne Oberstufe
    - einer Integrierten Sekundarschule oder Gemeinschaftsschule mit Oberstufe (mit Amtszulage)
    - einer Integrierten Sekundarschule oder Gemeinschaftsschule ohne Oberstufe
    - eines Oberstufenzentrums
    - eines Oberstufenzentrums, zugleich Leiter einer Abteilung (mit Amtszulage)

  - an einem Oberstufenzentrum als Leiter einer Abteilung
    - die einem zweizügig voll ausgebauten Oberstufengymnasium oder einem Oberstufengymnasium mit mindestens zwei Schultypen entspricht (mit Amtszulage)
    - mit mehr als 360 Schülern (mit Amtszulage)
    - mit bis zu 360 Schülern

  - beim Sekretariat der Ständigen Konferenz der Kultusminister
  - als Leiter der Landesstelle für gewerbliche Berufsförderung in Entwicklungsländern
  - als Leiter eines Studienkollegs für ausländische Studierende (mit Amtszulage)
- Studiendirektor an einer Fachschule
  - zur Koordinierung schulfachlicher Aufgaben
  - als der ständige Vertreter des Leiters einer Fachschule
    - mit mehr als 80 bis zu 360 Schülern
    - mit mehr als 360 Schülern(mit Amtszulage)

  - als Leiter einer Fachschule
    - mit bis zu 80 Schülern
    - mit mehr als 80 bis zu 360 Schülern (mit Amtszulage)

  - an einem Oberstufenzentrum als Leiter einer Fachsschulabteilung
    - mit mehr als 360 Schülern (mit Amtszulage)
    - mit bis zu 360 Schülern
- Volkshochschuldirektor
  - als Leiter einer Volkshochschule
  - bei dem für das Schulwesen zuständigen Senatsmitglied

künftig wegfallende Ämter
- Studiendirektor
  - als der ständige Vertreter des Leiters eines Studienkollegs für ausländische Studierende
- Wissenschaftlicher Direktor
  - am Pädagogischen Zentrum

#### Besoldungsgruppe A 16
- Kanzler
  - der Hochschule für Wirtschaft und Recht
- Leitender Direktor des Botanischen Gartens und Botanischen Museums und Professor
- Oberschulrat
  - bei dem für das Schulwesen zuständigen Senatsmitglied
- Oberstudiendirektor
  - als Leiter
    - des allgemeinbildenden Unterrichts an der Polizeischule
    - einer Gesamtschule mit Oberstufe
    - einer Integrierten Sekundarschule oder Gemeinschaftsschule mit Oberstufe
    - eines Oberstufenzentrums
    - eines Schulpraktischen Seminars für Lehramtsanwärter des höheren Dienstes

  - beim Sekretariat der Ständigen Konferenz der Kultusminister
- Oberstudiendirektor an einer Fachschule
  - als Leiter einer Fachschule mit mehr als 360 Schülern (Bei Schulen mit Teilzeitunterricht rechnen 2,5 Unterrichtsteilnehmer mit Teilzeitunterricht als einer)

künftig wegfallende Ämter
- Direktor der Landesbildstelle
- Leitender Wissenschaftlicher Direktor
  - am Pädagogischen Zentrum
- Oberstudiendirektor
  - als Leiter eines Studienkollegs für ausländische Studierende

### Brandenburg

#### Besoldungsgruppe A 5
- Justizhauptwachtmeister

#### Besoldungsgruppe A 6
- Erster Justizhauptwachtmeister
- Sekretär

#### Besoldungsgruppe A 7
- Brandmeister
- Erster Justizhauptwachtmeister
- Obersekretär

#### Besoldungsgruppe A 8
- Abteilungspfleger/-schwester
- Gerichtsvollzieher
- Hauptsekretär
- Hauptwerkmeister
- Kriminalobermeister
- Oberbrandmeister
- Polizeiobermeister

### Bremen
Festgelegt in Anlage 1 im Bremisches Besoldungsgesetz (BremBesG) vom 23. Dezember 2016, inkrafttreten: 01.12.2022

#### Besoldungsgruppe A 4
- Keine Ämter

#### Besoldungsgruppe A 5
- Erster Justizhauptwachtmeister
- Oberamtsmeister
- Oberwart
- Polizeioberwachtmeister

#### Besoldungsgruppe A 6
- Erster Justizhauptwachtmeister
- Oberamtsmeister
- Sekretär

#### Besoldungsgruppe A 7
- Brandmeister
- Kriminalmeister
- Leitender Justizhauptwachtmeister
- Obersekretär
- Oberwerkmeister
- Polizeimeister

#### Besoldungsgruppe A 8
- Gerichtsvollzieher
- Hauptsekretär
- Hauptwerkmeister
- Kriminalobermeister
- Leitender Justizhauptwachtmeister
- Oberbrandmeister
- Polizeiobermeister

#### Besoldungsgruppe A 9
- Amtsinspektor
- Betriebsinspektor
- Hauptbrandmeister
- Inspektor
- Kriminalhauptmeister
- Kriminalkommissar
- Obergerichtsvollzieher
- Polizeihauptmeister
- Polizeikommissar

#### Besoldungsgruppe A 10
- Jugendleiter
- Kriminaloberkommissar
- Oberinspektor
- Polizeioberkommissar
- Technischer Lehrer

#### Besoldungsgruppe A 11
- Amtmann
- Fachlehrer
- Kriminalhauptkommissar
- Polizeihauptkommissar

#### Besoldungsgruppe A 12
- Amtsanwalt
- Amtsrat
- Amtsrat im pädagogischen Verwaltungsdienst
- Fachlehrer
- Kriminalhauptkommissar
- Polizeihauptkommissar
- Rechnungsrat

#### Besoldungsgruppe A 13
- Akademischer Rat
- Erster Kriminalhauptkommissar
- Erster Polizeihauptkommissar
- Fachleiter beim Landesinstitut für Schule
- Konrektor
- Kustos
- Lehrer
- Lehrer bei den Justizvollzugsanstalten
- Oberamtsanwalt
- Oberamtsrat
- Oberrechnungsrat
- Rat
- Studienrat

#### Besoldungsgruppe A 14
- Akademischer Oberrat
- Erster Oberamtsanwalt
- Konrektor
- Oberkustos
- Oberrat
- Oberstudienrat
- Ortsamtsleiter
- Rektor bei den Justizvollzugsanstalten
- Rektor
- Schulrat

#### Besoldungsgruppe A 15
- Abteilungsdirektor beim Landesinstitut für Schule
- Akademischer Direktor
- Direktor
- Direktor im pädagogischen Verwaltungsdienst
- Hauptkustos
- Oberschulrat
- Ortsamtsleiter
- Rektor
- Studiendirektor

#### Besoldungsgruppe A 16
- Direktor des Landesinstituts für Schule
- Direktor der Verwaltungsschule
- Leitender Akademischer Direktor
- Leitender Direktor
- Oberschulrat
- Oberstudiendirektor
- Senatsrat

### Hamburg
Festgelegt in Anlage 1 zum Hamburgischen Besoldungsgesetz (HambBesG) vom 26. Januar 2010

#### Besoldungsgruppe A 4
- Justizhauptwachtmeister   1  2

#### Besoldungsgruppe A 5
- Erster Justizhauptwachtmeister  1

#### Besoldungsgruppe A 6
- Sekretär  1  2  3  4

#### Besoldungsgruppe A 7
- Brandmeister  1
- Obersekretär  2  3
- Polizeimeister  4

#### Besoldungsgruppe A 8
- Gerichtsvollzieher  1
- Hauptsekretär
- Oberbrandmeister
- Polizeiobermeister

#### Besoldungsgruppe A 9
- Amtsinspektor  1
- Hauptbrandmeister  1
- Inspektor  2
- Kriminalkommissar  3
- Obergerichtsvollzieher  1
- Polizeihauptmeister
- Polizeikommissar  3

#### Besoldungsgruppe A 10
- Kriminaloberkommissar
- Oberinspektor  1
- Polizeioberkommissar
- Fachlehrer für Fachpraxis  2

#### Besoldungsgruppe A 11
- Amtmann
- Kriminalhauptkommissar  1
- Polizeihauptkommissar  1
- Fachlehrer  2

#### Besoldungsgruppe A 12
- Amtsanwalt  1
- Amtsrat
- Kriminalhauptkommissar  2
- Polizeihauptkommissar  2
- Lehrer  3

#### Besoldungsgruppe A 13
- Akademischer Rat
  - als wissenschaftlicher oder künstlerischer Mitarbeiter an einer Hochschule
- Erster Kriminalhauptkommissar
- Erster Polizeihauptkommissar
- Kustos
- Oberamtsanwalt  **
- Erster Oberamtsanwalt  1
- Rat  2  3  4
- Studienrat  4
- Studienrat
  - als Leiter einer Grundschule an einer Stadtteilschule mit bis zu 67 Schülern  5  7
  - als Leiter einer Abteilung an einer eigenständigen Grundschule mit mehr als 359 bis zu 539 Schülern  5
- Konrektor
  - als ständige Vertretung des Leiters einer eigenständigen Grundschule mit bis zu 67 Schülern
  - als ständige Vertretung des Leiters einer eigenständigen Grundschule mit mehr als 67 bis zu 359 Schülern  5
- Rektor
  - einer eigenständigen Grundschule mit bis zu 67 Schülern  5
- Schulrat  6
- Körperschaftsbeamte: Arzt  6

#### Besoldungsgruppe A 14
- Akademischer Oberrat
  - als wissenschaftlicher oder künstlerischer Mitarbeiter an einer Hochschule
- Oberkustos
- Oberrat
- Oberstudienrat
- Oberstudienrat
  - als Leiter einer Grundschule an einer Stadtteilschule mit mehr als 67 bis zu 359 Schülern  6
  - als Leiter einer Grundschule an einer Stadtteilschule mit mehr als 359 bis zu 539 Schülern  2  6
  - als Leiter einer Abteilung an einer eigenständigen Grundschule mit mehr als 539 Schülern
  - als Leiter einer Abteilung in der Sekundarstufe I oder Sekundarstufe II an einer Stadtteilschule mit bis zu 390 Schülern  2  7
  - als Leiter einer Abteilung an einem Gymnasium mit bis zu 390 Schülern  2
  - als Leiter des Bereiches Bildung an einem Regionalen Bildungs- und Beratungszentrum  2
- Konrektor
  - als ständige Vertretung des Leiters einer eigenständigen Grundschule mit mehr als 359 und bis zu 539 Schülern
  - als ständige Vertretung des Leiters einer eigenständigen Grundschule mit mehr als 539 Schülern  2
- Konrektor einer Sonderschule
  - als ständige Vertretung des Leiters einer Sonderschule mit mehr als 5 Klassen  1
- Rektor
  - einer eigenständigen Grundschule mit mehr als 67 bis zu 359 Schülern
  - einer eigenständigen Grundschule mit mehr als 359 bis zu 539 Schülern  2
- Rektor einer Sonderschule
  - als Leiter einer Sonderschule mit bis zu 5 Klassen
  - als Leiter einer Sonderschule mit mehr als 5 bis zu 11 Klassen
- Schulrat  3
  - als Leiter des Bereiches Beratung an einem Regionalen Bildungs- und Beratungszentrum  2
- Körperschaftsbeamte: Arzt  3; Oberarzt  4; Chefarzt  5

#### Besoldungsgruppe A 15
- Akademischer Direktor
  - als wissenschaftlicher oder künstlerischer Mitarbeiter an einer Hochschule
- Direktor
- Hauptkustos
- Oberschulrat  1
- Rektor
  - einer eigenständigen Grundschule mit mehr als 539 Schülern
- Studiendirektor
  - als Leiter einer Grundschule an einer Stadtteilschule mit mehr als 539 Schülern  6
  - als Leiter einer beruflichen Schule mit bis zu 80 Schülern  3
  - als Leiter einer beruflichen Schule mit mehr als 80 bis zu 360 Schülern  2  3
  - als Leiter einer Stadtteilschule oder eines Gymnasiums mit bis zu 390 Schülern  2
  - als Leiter einer Abteilung in der Sekundarstufe I oder Sekundarstufe II an einer Stadtteilschule mit mehr als 390 Schülern  7
  - als Leiter einer Abteilung an einem Gymnasium mit mehr als 390 Schülern
  - als  Leiter eines voll ausgebauten Oberstufengymnasiums  2
  - als Direktor eines Regionalen Bildungs- und Beratungszentrums
  - als ständige Vertretung des Leiters
    - einer beruflichen Schule mit mehr als 80 bis zu 360 Schülern  3
    - einer beruflichen Schule mit mehr als 360 Schülern  2  3
    - einer Stadtteilschule oder eines Gymnasiums mit bis zu 390 Schülern
    - einer Stadtteilschule oder eines Gymnasiums mit mehr als 390 Schülern  2
    - eines voll ausgebauten Oberstufengymnasiums
    - eines zweizügig voll ausgebauten Oberstufengymnasiums  2
    - eines zweizügig voll ausgebauten Abendgymnasiums  2
    - des Studienkollegs  2

  - zur Koordinierung schulfachlicher Aufgaben
    - am Landesinstitut für Lehrerbildung und Schulentwicklung
    - an der Volkshochschule
- Rektor einer Sonderschule
  - als Leiter einer Sonderschule mit mehr als 11 Klassen
- Vertreter des Leiters der Norddeutschen Akademie für Finanzen und Steuerrecht Hamburg
- Körperschaftsbeamte: Oberarzt  4; Chefarzt  5; Geschäftsführer der Handwerkskammer Hamburg

#### Besoldungsgruppe A 16
- Direktor
  - des Geologischen Landesamts
  - des Seeamts
  - für den Naturschutz
- Leitender Akademischer Direktor
  - als wissenschaftlicher oder künstlerischer Mitarbeiter an einer Hochschule  1
- Leitender Direktor  2
- Oberschulrat  3
- Oberstudiendirektor
  - als Leiter einer beruflichen Schule mit mehr als 360 Schülern  4
  - als Leiter einer Stadtteilschule oder eines Gymnasiums mit mehr als 390 Schülern
  - als Leiter eines zweizügig voll ausgebauten Oberstufengymnasiums
  - als Leiter eines zweizügig voll ausgebauten Abendgymnasiums
  - als Leiter des Studienkollegs
- Leiter der Norddeutschen Akademie für Finanzen und Steuerrecht Hamburg
- Körperschaftsbeamte: Chefarzt  5

### Hessen

#### Besoldungsgruppe A 5
- Justizhauptwachtmeister
- Gestütoberwärter
- Hauptwart
- Oberamtsmeister
- Sattelmeister

#### Besoldungsgruppe A 6
- Erster Justizhauptwachtmeister
- Feldschutzmeister
- Hauptwart
- Justizvollstreckungssekretär
- Oberamtsmeister
- Sattelmeister
- Sekretär
- Werkmeister

#### Besoldungsgruppe A 7
- Brandmeister
- Feldschutzobermeister
- Justizvollstreckungsobersekretär
- Krankenpfleger/-schwester
- Kriminalmeister
- Obersattelmeister
- Obersekretär
- Oberwerkmeister
- Polizeimeister
- Stationspfleger/-schwester

#### Besoldungsgruppe A 8
- Abteilungspfleger/-schwester
- Feldschutzhauptmeister
- Gerichtsvollzieher
- Hauptsattelmeister
- Hauptsekretär
- Hauptwerkmeister
- Justizvollstreckungshauptsekretär
- Kriminalobermeister
- Oberbrandmeister
- Polizeiobermeister

### Mecklenburg-Vorpommern
Im Mecklenburg-Vorpommern gilt nach Maßgabe des § 1 des Besoldungsüberleitungsgesetzes in der Fassung der Bekanntmachung vom 12. März 2013 die Bundesbesoldungsordnung A fort. Sie wird durch die Landesbesoldungsordnung A ergänzt.

### Niedersachsen
Festgelegt in Anlage 1 ((zu § 5 Abs. 3, §§ 22, 23 Abs. 3 sowie den §§ 37 und 39) des Niedersächsischen Besoldungsgesetzes (NBesG) v. 20. November 2016 (Darstellung ohne Fußnoten)

#### Besoldungsgruppe A 5
- Betriebsassistent
- Gestütoberwärter
- Justizhauptwachtmeister
- Oberamtsmeister

#### Besoldungsgruppe A 6
- Betriebsassistent
- Deichvogt
- Erster Justizhauptwachtmeister
- Gestüthauptwärter
- Oberamtsmeister
- Sattelmeister
- Sekretär

#### Besoldungsgruppe A 7
- Brandmeister
- Deichvogt
- Hafenmeister
- Krankenschwester/-pfleger
- Obersattelmeister
- Obersekretär
- Oberwerkmeister
- Stationsschwester/-pfleger

#### Besoldungsgruppe A 8
- Abteilungsschwester
- Deichvogt
- Gerichtsvollzieher
- Hafenmeister
- Hauptsattelmeister
- Hauptsekretär
- Hauptwerkmeister
- Oberbrandmeister

#### Besoldungsgruppe A 9
- Amtsinspektor
- Betriebsinspektor
- Deichvogt
- Erster Hauptsattelmeister
- Hauptbrandmeister
- Inspektor
- Kriminalkommissar
- Lehrer für Fachpraxis
- Obergerichtsvollzieher
- Oberin/Pflegevorsteher
- Oberschwester/-pfleger
- Polizeikommissar

#### Besoldungsgruppe A 10
- Erste Oberin, Erster Pflegevorsteher
  - als Leiterin oder Leiter eines Pflegedienstes mit mindestens 150 Pflegekräften
- Fachlehrer
  - an einer Grund-, Haupt-, Real- oder Förderschule mit Lehrbefähigung für mindestens zwei musisch-technische Fächer
- Kriminaloberkommissar
- Lehrer für Fachpraxis
- Oberinspektor
- Polizeioberkommissar

#### Besoldungsgruppe A 11
- Amtmann
- Erste Oberin, Erster Pflegevorsteher
  - als Leiterin oder Leiter eines Pflegedienstes mit mindestens 300 Pflegekräften
- Fachlehrer
  - für künstlerischen Entwurf
  - mit abgeschlossener Ingenieur- oder Fachschulausbildung
- Kriminalhauptkommissar
- Lehrer für Fachpraxis
- Polizeihauptkommissar

#### Besoldungsgruppe A 12
- Amtsanwalt
- Amtsrat
- Fachlehrer
  - für künstlerischen Entwurf
  - mit abgeschlossener Ingenieur- oder Fachschulausbildung
- Konrektor
  - als ständiger Vertreter des Leiters einer Grundschule, Hauptschule oder Grund- und Hauptschule mit einer Schülerzahl von 181 bis 360
  - als ständiger Vertreter des Leiters eines an einer Gesamtschule geführten Primarbereichs mit einer Schülerzahl von mehr als 360
  - bei einer Schulbehörde oder dem Niedersächsischen Landesinstitut für schulische Qualitätsentwicklung
- Kriminalhauptkommissarin, Kriminalhauptkommissar
- Lehrer
  - an einer allgemeinbildenden Schule
  - an einer Förderschule mit dem Schwerpunkt Sehen im Landesbildungszentrum für Blinde
  - an einer Förderschule mit dem Schwerpunkt Hören in den Landesbildungszentren für Hörgeschädigte
- Polizeihauptkommissar
- Realschullehrer
  - mit der Lehrbefähigung für das Lehramt an Realschulen bei einer dieser Lehrbefähigung entsprechenden Verwendung
- Rechnungsrat
  - als Prüfungsbeamter beim Landesrechnungshof
- Zweiter Konrektor
  - an einer zusammengefassten Schule mit Förderschulzweig mit einer Schülerzahl bis 80 und einer Gesamtschülerzahl von mehr als 540
  - an einer zusammengefassten Schule mit Realschulzweig mit einer Schülerzahl bis 180 und einer Gesamtschülerzahl von mehr als 540
  - einer Grundschule, Hauptschule oder Grund- und Hauptschule mit einer Schülerzahl von mehr als 540

#### Besoldungsgruppe A 13
- Akademischer Rat
  - als wissenschaftlicher oder künstlerischer Mitarbeiter an einer Hochschule
- Dozent
  - an einer Volkshochschule
- Erster Kriminalhauptkommissar
- Erster Polizeihauptkommissar
- Förderschullehrer
  - mit der Lehrbefähigung für das Lehramt für Sonderpädagogik bei einer dieser Lehrbefähigung entsprechenden Verwendung
  - bei einer Schulbehörde oder dem Niedersächsischen Landesinstitut für schulische Qualitätsentwicklung
  - als ständiger Vertreter des Leiters
    - einer Grundschule, Hauptschule oder Grund- und Hauptschule mit einer Schülerzahl von mehr als 360
    - einer zusammengefassten Schule mit Förderschulzweig und einer Gesamtschülerzahl von 181 bis 360
    - einer zusammengefassten Schule mit Förderschulzweig und einer Gesamtschülerzahl von mehr als 360
    - einer zusammengefassten Schule mit Realschulzweig und einer Gesamtschülerzahl von 181 bis 360
    - einer zusammengefassten Schule mit Realschulzweig mit einer Schülerzahl von mehr als 180
    - einer zusammengefassten Schule mit Realschulzweig und einer Gesamtschülerzahl von mehr als 360

  - als Fachbereichsleiter an einer Gesamtschule -
  - als Jahrgangsleiter im Sekundarbereich I einer Integrierten Gesamtschule
  - als Leiter
    - des Hauptschulzweigs mit einer Schülerzahl von 131 bis 360 an einer Kooperativen Gesamtschule
    - des Hauptschulzweigs mit einer Schülerzahl von mehr als 360 an einer Kooperativen Gesamtschule
    - des Realschulzweigs mit einer Schülerzahl von 131 bis 180 an einer Kooperativen Gesamtschule
    - einer Grundschule, Hauptschule oder Grund- und Hauptschule mit einer Schülerzahl bis 180
    - einer Grundschule, Hauptschule oder Grund- und Hauptschule mit einer Schülerzahl von 181 bis 360
    - eines bei einer Gesamtschule geführten Primarbereichs mit einer Schülerzahl von 181 bis 360
    - eines bei einer Gesamtschule geführten Primarbereichs mit einer Schülerzahl von mehr als 360
    - einer zusammengefassten Schule mit Förderschulzweig und einer Gesamtschülerzahl bis 80
    - einer zusammengefassten Schule mit Förderschulzweig und einer Gesamtschülerzahl von 81 bis 360
    - einer zusammengefassten Schule mit Realschulzweig und einer Gesamtschülerzahl bis 180
    - einer zusammengefassten Schule mit Realschulzweig und einer Gesamtschülerzahl von 181 bis 360

  - als zweiter Konrektor
    - an einer zusammengefassten Schule mit Förderschulzweig mit einer Schülerzahl von mehr als 80 und einer Gesamtschülerzahl von mehr als 540
    - an einer zusammengefassten Schule mit Realschulzweig mit einer Schülerzahl von mehr als 180 und einer Gesamtschülerzahl von mehr als 540
- Förderschulrektor
  - einer zusammengefassten Schule mit Förderschulzweig mit einer Schülerzahl bis 40 und einer Gesamtschülerzahl bis 80
  - einer Schule für Lernhilfe mit einer Schülerzahl bis 40 oder einer sonstigen Förderschule mit einer Schülerzahl bis 30
- Konrektor
  - als der ständige Vertreter des Leiters
    - einer zusammengefassten Schule mit Realschulzweig und einer Gesamtschülerzahl von 181 bis 360,
    - einer zusammengefassten Schule mit Realschulzweig und einer Gesamtschülerzahl von mehr als 360,
    - einer zusammengefassten Schule mit Förderschulzweig und einer Gesamtschülerzahl von 181 bis 360,
    - einer zusammengefassten Schule mit Förderschulzweig und einer Gesamtschülerzahl von mehr als 360

  - als Dezernent beim Landesamt für Lehrerbildung und Schulentwicklung
  - als Fachbereichsleiter an einer Gesamtschule
  - als Jahrgangsleiter im Sekundarbereich I einer Integrierten Gesamtschule
  - zur Koordinierung der Tätigkeiten in den Bereichen Gewaltprävention und Gesundheitsförderung
  - als Schulentwicklungsberater
- Konservator
- Kustos
- Lehrer
- Oberamtsanwalt
- Oberlehrer
  - im Justizvollzugsdienst
- Pfarrer
- Rat
- Realschulkonrektor
  - als der ständige Vertreter des Leiters einer zusammengefassten Schule mit Realschulzweig und einer Gesamtschülerzahl von 181 bis 360
- Realschullehrer
  - bei einer Schulbehörde oder dem Niedersächsischen Landesinstitut für schulische Qualitätsentwicklung
  - mit der Lehrbefähigung für das Lehramt an Realschulen bei einer dieser Befähigung entsprechenden Verwendung
  - mit der Lehrbefähigung für das Lehramt an Haupt- und Realschulen oder der Lehrbefähigung für das Lehramt an Realschulen und bei Wahrnehmung herausgehobener Tätigkeiten
  - als Fachberater in der Schulaufsicht
- Realschulrektor
  - als Leiter des Realschulzweiges mit einer Schülerzahl von 131 bis 180 an einer Kooperativen Gesamtschule
- Rektor
  - als Leiter
    - des Hauptschulzweigs mit einer Schülerzahl von 181 bis 360 an einer Kooperativen Gesamtschule,
    - des Hauptschulzweigs mit einer Schülerzahl von mehr als 360 an einer Kooperativen Gesamtschule,
    - eines bei einer Gesamtschule geführten Primarbereichs mit einer Schülerzahl von 181 bis 360,
    - eines bei einer Gesamtschule geführten Primarbereichs mit einer Schülerzahl von mehr als 360,

  - einer zusammengefassten Schule mit Realschulzweig und einer Gesamtschülerzahl bis 180
  - einer zusammengefassten Schule mit Realschulzweig und einer Gesamtschülerzahl von 181 bis 360
  - einer zusammengefassten Schule mit Förderschulzweig und einer Gesamtschülerzahl bis 80
  - einer zusammengefassten Schule mit Förderschulzweig und einer Gesamtschülerzahl von 81 bis 360
- Seefahrtoberlehrer
- Studienrat
  - bei einer Schulbehörde oder dem Niedersächsischen Landesinstitut für schulische Qualitätsentwicklung
  - mit der Lehrbefähigung für das besondere Lehramt an der Förderschule mit dem Schwerpunkt Sehen im Landesbildungszentrum für Blinde bei einer der Lehrbefähigung entsprechenden Verwendung
  - mit der Lehrbefähigung für das besondere Lehramt an Förderschulen mit dem Schwerpunkt Hören in den Landesbildungszentren für Hörgeschädigte bei einer der Lehrbefähigung entsprechenden Verwendung
  - mit der Lehrbefähigung für das Lehramt an Gymnasien oder an berufsbildenden Schulen bei einer der jeweiligen Lehrbefähigung entsprechenden Verwendung
  - als leitende Pädagogin oder leitender Pädagoge im Justizvollzugsdienst
- Zweiter Konrektor
  - an einer zusammengefassten Schule mit Förderschulzweig mit einer Schülerzahl von mehr als 80 und einer Gesamtschülerzahl von mehr als 540
  - an einer zusammengefassten Schule mit Realschulzweig mit einer Schülerzahl von mehr als 180 und einer Gesamtschülerzahl von mehr als 540

#### Besoldungsgruppe A 14
- Direktorstellvertreter
  - als der ständige Vertreter des Leiters einer Gesamtschule ohne Oberstufe mit einer Schülerzahl bis 540
- Dozent
  - an einer Volkshochschule
- Förderschulkonrektor
  - als Dezernent beim Landesamt für Lehrerbildung und Schulentwicklung
  - als der ständige Vertreter des Leiters
    - einer Schule für Lernhilfe mit einer Schülerzahl von 91 bis 180 oder einer sonstigen Förderschule mit einer Schülerzahl von 61 bis 120
    - einer Schule für Lernhilfe mit einer Schülerzahl von mehr als 180 oder einer sonstigen Förderschule mit einer Schülerzahl von mehr als 120
    - einer zusammengefassten Schule mit Förderschulzweig mit einer Schülerzahl bis 180 und einer Gesamtschülerzahl von 181 bis 360
    - einer zusammengefassten Schule mit Förderschulzweig mit einer Schülerzahl von mehr als 180 und einer Gesamtschülerzahl von mehr als 360
    - einer Gesamtschule ohne gymnasiale Oberstufe mit einer Schülerzahl bis 540
    - einer Realschule mit einer Schülerzahl von 181 bis 360
    - einer Realschule mit einer Schülerzahl von mehr als 360
    - einer zusammengefassten Schule mit Realschulzweig mit einer Schülerzahl bis 180 und einer Gesamtschülerzahl von mehr als 360
    - einer zusammengefassten Schule mit Realschulzweig mit einer Schülerzahl von 181 bis 360 und einer Gesamtschülerzahl bis 540
    - einer zusammengefassten Schule mit Realschulzweig mit einer Schülerzahl von 181 bis 360 und einer Gesamtschülerzahl von mehr als 540
    - einer zusammengefassten Schule mit Realschulzweig mit einer Schülerzahl von mehr als 360 am Realschulzweig

  - bei einer Schulbehörde oder dem Niedersächsischen Landesinstitut für schulische Qualitätsentwicklung
  - als der Didaktische Leiter einer Gesamtschule mit einer Schülerzahl im Sekundarbereich I bis 540
  - als Fachbereichsleiter an einer Gesamtschule
  - als Jahrgangsleiter im Sekundarbereich I einer Integrierten Gesamtschule
- Förderschulrektor
  - einer Schule für Lernhilfe mit einer Schülerzahl von 41 bis 90 oder einer sonstigen Förderschule mit einer Schülerzahl von 31 bis 60
  - einer Schule für Lernhilfe mit einer Schülerzahl von 91 bis 180 oder einer sonstigen Förderschule mit einer Schülerzahl von 61 bis 120
  - einer zusammengefassten Schule mit Förderschulzweig mit einer Schülerzahl von 41 bis 90 und einer Gesamtschülerzahl von 81 bis 180
  - einer zusammengefassten Schule mit Förderschulzweig mit einer Schülerzahl von 91 bis 180 und einer Gesamtschülerzahl von 181 bis 360
  - als Leiter
    - einer Grundschule, Hauptschule oder Grund- und Hauptschule mit einer Schülerzahl von mehr als 360
    - einer Realschule mit einer Schülerzahl bis 180
    - einer Realschule mit einer Schülerzahl von 181 bis 360
    - einer zusammengefassten Schule mit Förderschulzweig und einer Gesamtschülerzahl von mehr als 360
    - einer zusammengefassten Schule mit Realschulzweig und einer Gesamtschülerzahl von mehr als 360
    - einer zusammengefassten Schule mit Realschulzweig mit einer Schülerzahl bis 180 und einer Gesamtschülerzahl bis 360
    - einer zusammengefassten Schule mit Realschulzweig mit einer Schülerzahl bis 180 und einer Gesamtschülerzahl von mehr als 360
    - einer zusammengefassten Schule mit Realschulzweig mit einer Schülerzahl von 181 bis 360 und einer Gesamtschülerzahl bis 540
    - des Realschulzweigs mit einer Schülerzahl von 181 bis 360 an einer Kooperativen Gesamtschule
    - des Realschulzweigs mit einer Schülerzahl von mehr als 360 an einer Kooperativen Gesamtschule

  - mit der Lehrbefähigung für das Lehramt für Sonderpädagogik bei einer der Lehrbefähigung entsprechenden Verwendung an einem Gymnasium oder einer berufsbildenden Schule zur Wahrnehmung schulfachlicher Aufgaben
- Gesamtschulrektor
  - als der Didaktische Leiter einer Gesamtschule mit einer Schülerzahl im Sekundarbereich I bis 540
- Oberkonservator
- Oberkustos
- Oberrat
- Oberschulkonrektor
  - als der ständige Vertreter des Leiters einer Oberschule ohne Oberstufe mit einer Schülerzahl von 181 bis 360
  - als der ständige Vertreter des Leiters einer Oberschule ohne Oberstufe mit einer Schülerzahl von 361 bis 540
- Oberschulrektor
  - als der Didaktische Leiter einer Oberschule mit einer Schülerzahl von 288 bis 540
  - als der Didaktische Leiter einer Oberschule mit einer Schülerzahl von 541 bis 1.000
  - als Leiter einer Oberschule mit einer Schülerzahl bis 180
  - als Leiter einer Oberschule ohne gymnasiale Oberstufe mit einer Schülerzahl von 181 bis 360
  - als Leiter des Sekundarbereichs II einer Oberschule
- Oberstudienrat
  - als der Didaktische Leiter einer Gesamtschule mit einer Schülerzahl im Sekundarbereich I bis 540
  - alsFachbereichsleiter an einer Gesamtschule
  - als Jahrgangsleiter im Sekundarbereich I einer Integrierten Gesamtschule
  - bei einer Schulbehörde oder dem Niedersächsischen Landesinstitut für schulische Qualitätsentwicklung
  - mit der Lehrbefähigung für das besondere Lehramt an der Förderschule mit dem Schwerpunkt Sehen im Landesbildungszentrum für Blinde bei einer der Lehrbefähigung entsprechenden Verwendung
  - mit der Lehrbefähigung für das besondere Lehramt an Förderschulen mit dem Schwerpunkt Hören in den Landesbildungszentren für Hörgeschädigte bei einer der Lehrbefähigung entsprechenden Verwendung
  - mit der Lehrbefähigung für das Lehramt an Gymnasien oder an berufsbildenden Schulen bei einer der jeweiligen Lehrbefähigung entsprechenden Verwendung
  - als leitender Pädagoge im Justizvollzugsdienst
- Pfarrer
- Realschulkonrektor
  - als der ständige Vertreter des Leiters
    - einer zusammengefassten Schule mit Realschulzweig mit einer Schülerzahl bis 180 und einer Gesamtschülerzahl von mehr als 360
    - einer zusammengefassten Schule mit Realschulzweig mit einer Schülerzahl von 181 bis 360 und einer Gesamtschülerzahl bis 540
    - einer zusammengefassten Schule mit Realschulzweig mit einer Schülerzahl von 181 bis 360 und einer Gesamtschülerzahl von mehr als 540
    - einer zusammengefassten Schule mit Realschulzweig mit einer Schülerzahl von mehr als 360 am Realschulzweig

  - als Fachbereichsleiter an einer Gesamtschule
  - als Jahrgangsleiter im Sekundarbereich I einer Integrierten Gesamtschule
  - bei einer Schulbehörde oder dem Niedersächsischen Landesinstitut für schulische Qualitätsentwicklung
  - als Fachberater in der Schulaufsicht
- Realschulrektor
  - als Leiter
    - des Realschulzweigs mit einer Schülerzahl von 181 bis 360 an einer Kooperativen Gesamtschule
    - des Realschulzweigs mit einer Schülerzahl von mehr als 360 an einer Kooperativen Gesamtschule

  - einer Realschule mit einer Schülerzahl bis 180
  - einer Realschule mit einer Schülerzahl von 181 bis 360
  - einer zusammengefassten Schule mit Realschulzweig mit einer Schülerzahl bis 180 und einer Gesamtschülerzahl bis 360
  - einer zusammengefassten Schule mit Realschulzweig mit einer Schülerzahl bis 180 und einer Gesamtschülerzahl von mehr als 360
  - einer zusammengefassten Schule mit Realschulzweig mit einer Schülerzahl von 181 bis 360 und einer Gesamtschülerzahl bis 540
- Regierungsschulrat
  - im Schulaufsichtsdienst
- Rektor
  - als Leiter einer zusammengefassten Schule mit Förderschulzweig und einer Gesamtschülerzahl von mehr als 360
  - bei einer Schulbehörde oder dem Niedersächsischen Landesinstitut für schulische Qualitätsentwicklung
  - einer Grundschule, Hauptschule oder Grund- und Hauptschule mit einer Schülerzahl von mehr als 360
  - einer zusammengefassten Schule mit Realschulzweig und einer Gesamtschülerzahl von mehr als 360
- Seminarkonrektor
  - als ständiger Vertreter des Leiters eines Studienseminars
    - für die Lehrämter an Grund-, Haupt- und Realschulen
    - für das Lehramt für Sonderpädagogik
- Zweiter Förderschulkonrektor
  - an einer Förderschule mit Schwerpunkt Lernen mit einer Schülerzahl von mehr als 270 oder einer sonstigen Förderschule mit einer Schülerzahl von mehr als 180
  - an einer zusammengefassten Schule mit Förderschulzweig mit einer Schülerzahl von mehr als 180 und einer Gesamtschülerzahl von mehr als 540
  - an einer zusammengefassten Schule mit einer Schülerzahl von mehr als 180 am Realschulzweig und einer Gesamtschülerzahl von mehr als 540
  - einer Realschule mit einer Schülerzahl von mehr als 540
- Zweiter Oberschulkonrektor
  - einer Oberschule mit einer Schülerzahl von mehr als 540
  - einer Oberschule mit einer Schülerzahl von mehr als 1.000
- Zweiter Realschulkonrektor
  - an einer zusammengefassten Schule mit einer Schülerzahl von mehr als 180 am Realschulzweig und einer Gesamtschülerzahl von mehr als 540
  - einer Realschule mit einer Schülerzahl von mehr als 540

#### Besoldungsgruppe A 15
- Direktor
- Direktor
  - beim Niedersächsischen Landesinstitut für schulische Qualitätsentwicklung
  - einer Volkshochschule mit mehr als 15 000 bis 40 000 Unterrichtsstunden jährlich
- Direktorstellvertreter
  - als der ständige Vertreter des Leiters
    - einer Gesamtschule mit gymnasialer Oberstufe,
    - einer Gesamtschule ohne gymnasiale Oberstufe mit einer Schülerzahl von 541 bis 1.000,
    - einer Gesamtschule ohne gymnasiale Oberstufe mit einer Schülerzahl von mehr als 1.000
    - einer Oberschule ohne gymnasiale Oberstufe mit einer Schülerzahl von 541 bis 1.000
    - einer Oberschule mit gymnasialer Oberstufe oder einer Schülerzahl von mehr als 1.000
    - einer Oberschule mit gymnasialer Oberstufe
    - einer Volkshochschule mit mehr als 40.000 Unterrichtsstunden jährlich
- Fachmoderator
  - für Gesamtschulen
- Förderschulrektor
  - bei einer Schulbehörde oder dem Niedersächsischen Landesinstitut für schulische Qualitätsentwicklung -
  - einer Förderschule mit dem Schwerpunkt Lernen mit einer Schülerzahl von mehr als 180 oder einer sonstigen Förderschule mit einer Schülerzahl von mehr als 120
  - einer zusammengefassten Schule mit Förderschulzweig mit einer Schülerzahl von mehr als 180 und einer Gesamtschülerzahl von mehr als 360
  - als Leiter
    - einer Realschule mit einer Schülerzahl von mehr als 360
    - einer zusammengefassten Schule mit Realschulzweig mit einer Schülerzahl von 181 bis 360 und einer Gesamtschülerzahl von mehr als 540
    - einer zusammengefassten Schule mit Realschulzweig und einer Schülerzahl von mehr als 360 am Realschulzweig
    - an einer berufsbildenden Schule oder an einem Gymnasium zur Koordinierung schulfachlicher Aufgaben
- Gesamtschuldirektor
  - als Leiter
    - einer Gesamtschule ohne gymnasiale Oberstufe mit einer Schülerzahl bis 540
    - einer Gesamtschule ohne gymnasiale Oberstufe mit einer Schülerzahl von 541 bis 1.000
- Gesamtschulrektor
  - als der Didaktische Leiter einer Gesamtschule mit einer Schülerzahl im Sekundarbereich I von mehr als 540
  - als Leiter des Sekundarbereichs I mit einer Schülerzahl von mehr als 810 an einer Integrierten Gesamtschule mit gymnasialer Oberstufe
- Hauptkonservator
- Hauptkustos
- Museumsdirektor und Professor
- Oberschuldirektor
  - als Leiter einer Oberschule ohne gymnasiale Oberstufe mit einer Schülerzahl von 541 bis 1.000
- Oberschulrektor
  - als der Didaktische Leiter einer Oberschule mit einer Schülerzahl von mehr als 1.000
  - als Leiter einer Oberschule ohne gymnasiale Oberstufe mit einer Schülerzahl von 361 bis 540
  - Realschulrektor
  - bei einer Schulbehörde oder dem Niedersächsischen Landesinstitut für schulische Qualitätsentwicklung
  - einer Realschule mit einer Schülerzahl von mehr als 360
  - einer zusammengefassten Schule mit Realschulzweig mit einer Schülerzahl von 181 bis 360 und einer Gesamtschülerzahl von mehr als 540
  - einer zusammengefassten Schule mit Realschulzweig und einer Schülerzahl von mehr als 360 am Realschulzweig
- Regierungsschuldirektor
  - im Schulaufsichtsdienst
- Seminarrektor
  - als Leiter eines Studienseminars
    - für die Lehrämter an Grund-, Haupt- und Realschulen
    - für das Lehramt für Sonderpädagogik
- Studiendirektor
  - als Abteilungsleiter bei einem Landesbildungszentrum für Blinde oder für Hörgeschädigte
  - als der Didaktische Leiter einer Gesamtschule mit einer Schülerzahl im Sekundarbereich I von mehr als 540
  - als ständiger Vertreter der des Leiters
    - des Niedersächsischen Studienkollegs
    - einer berufsbildenden Schule mit einer Schülerzahl von 81 bis 360
    - einer berufsbildenden Schule mit einer Schülerzahl von mehr als 360
    - eines Gymnasiums im Aufbau mit einer Schülerzahl von
      - mehr als 540, wenn die oberste Jahrgangsstufe fehlt
      - mehr als 670, wenn die zwei oberen Jahrgangsstufen fehlen
      - mehr als 800, wenn die drei oberen Jahrgangsstufen fehlen

    - eines Landesbildungszentrums für Blinde oder für Hörgeschädigte mit einer Schülerzahl bis 150
    - eines Landesbildungszentrums für Blinde oder für Hörgeschädigte mit einer Schülerzahl von mehr als 150
    - eines nicht voll ausgebauten Gymnasiums
    - eines Studienseminars für das Lehramt an Gymnasien oder an berufsbildenden Schulen
    - eines voll ausgebauten Gymnasiums mit einer Schülerzahl bis 360
    - eines voll ausgebauten Gymnasiums mit einer Schülerzahl von mehr als 360
    - eines Abendgymnasiums oder Kollegs
    - eines zweizügig ausgebauten Abendgymnasiums oder Kollegs

  - als Fachberater
    - für Hör- und Sprachgeschädigte
    - in der Schulaufsicht

  - als Fachleiter an Studienseminaren
  - als Leiter
    - des Gymnasialzweigs mit einer Schülerzahl von 131 bis 360 an einer Kooperativen Gesamtschule mit gymnasialer Oberstufe
    - des Gymnasialzweigs mit einer Schülerzahl von mehr als 130 an einer Kooperativen Gesamtschule ohne gymnasiale Oberstufe
    - des Gymnasialzweigs mit einer Schülerzahl von mehr als 360 an einer Kooperativen Gesamtschule mit gymnasialer Oberstufe
    - des Sekundarbereichs I mit einer Schülerzahl von mehr als 810 an einer Integrierten Gesamtschule mit gymnasialer Oberstufe
    - des Sekundarbereichs II an einer Integrierten Gesamtschule
    - einer berufsbildenden Schule mit einer Schülerzahl bis 80
    - einer berufsbildenden Schule mit einer Schülerzahl von 81 bis 360
    - einer selbständigen Schule für Blinde oder für Gehörlose und Schwerhörige mit einer Schülerzahl bis 70
    - einer selbständigen Schule für Blinde oder für Gehörlose und Schwerhörige mit einer Schülerzahl von mehr als 70
    - eines Landesbildungszentrums für Blinde oder für Hörgeschädigte mit einer Schülerzahl bis 150
    - eines nicht voll ausgebauten Gymnasiums
    - eines voll ausgebauten Gymnasiums mit einer Schülerzahl bis 360
    - eines Abendgymnasiums oder Kollegs

  - als stellvertretender Leiter einer Justizvollzugseinrichtung
  - bei einer Schulbehörde oder dem Niedersächsischen Landesinstitut für schulische Qualitätsentwicklung
  - zur Koordinierung schulfachlicher Aufgaben

#### Besoldungsgruppe A 16
- Abteilungsdirektor
- Direktor der Alfred Toepfer Akademie für Naturschutz und Professor
- Direktor einer Volkshochschule
  - mit mehr als 40.000 Unterrichtsstunden jährlich
- Gesamtschuldirektor
  - als Leiter
    - einer Gesamtschule mit gymnasialer Oberstufe
    - einer Gesamtschule ohne gymnasialer Oberstufe mit einer Schülerzahl von mehr als 1.000
- Landesbeauftragter für den Tierschutz
- Landeskonservator
- Landstallmeister
- Leitender Direktor
- Leitender Direktor
  - beim Niedersächsischen Landesinstitut für schulische Qualitätsentwicklung
- Leitender Museumsdirektor und Professor
- Leitender Regierungsschuldirektor
  - im Schulaufsichtsdienst
- Ministerialrat
  - bei einer obersten Landesbehörde
- Oberschuldirektor
  - als Leiter
    - einer Oberschule mit gymnasialer Oberstufe
    - einer Oberschule ohne gymnasiale Oberstufe mit einer Schülerzahl von mehr als 1.000
- Oberstudiendirektor
  - als Leiter
  - des Niedersächsischen Studienkollegs
  - einer berufsbildenden Schule mit einer Schülerzahl von mehr als 360
  - einer Justizvollzugseinrichtung
  - eines Gymnasiums im Aufbau mit einer Schülerzahl von
    - mehr als 540, wenn die oberste Jahrgangsstufe fehlt
    - mehr als 670, wenn die zwei oberen Jahrgangsstufen fehlen
    - mehr als 800, wenn die drei oberen Jahrgangsstufen fehlen

  - eines Landesbildungszentrums für Blinde oder für Hörgeschädigte mit einer Schülerzahl von mehr als 150
  - eines Studienseminars für das Lehramt an Gymnasien oder an berufsbildenden Schulen
  - eines voll ausgebauten Gymnasiums mit einer Schülerzahl von mehr als 360
  - eines zweizügig ausgebauten Abendgymnasiums oder Kollegs

### Nordrhein-Westfalen

#### Besoldungsgruppe A 5
- Oberwachtmeister (erhält eine Amtszulage; soweit nicht in Besoldungsgruppe A 6)
- Erster Hauptwachtmeister (erhält eine Amtszulage; soweit nicht in Besoldungsgruppe A 6)
- Hauptwart (erhält eine Amtszulage; soweit nicht in Besoldungsgruppe A 6)
- Justizoberwachtmeister (erhält eine Amtszulage)
- Landgestüthauptwärter
- Oberamtsmeister (erhält eine Amtszulage, wenn im Sitzungsdienst der Gerichte eingesetzt; soweit nicht in Besoldungsgruppe A 6)
- Sattelmeister

#### Besoldungsgruppe A 6
- Erster Hauptwachtmeister
- Hauptwart
- Justizhauptwachtmeister
- Landgestüthauptwärter (soweit nicht in A 5)
- Obersattelmeister (soweit nicht in A 7)
- Sekretär
- Werkmeister

#### Besoldungsgruppe A 7
- Brandmeister (als Eingangsamt)
- Erster Jusitzhauptwachtmeister (als Leiter einer Justizwachtmeisterei)
- Krankenschwester/-pfleger (als Eingangsamt)
- Obersattelmeister (soweit nicht in A 6)
- Obersekretär
- Oberwerkmeister
- Stationsschwester/-pfleger

#### Besoldungsgruppe A 8
- Abteilungsschwester/-pfleger
- Gerichtsvollzieher
- Hauptsattelmeister
- Hauptsekretär
- Hauptwerkmeister
- Oberbrandmeister

#### Besoldungsgruppe A 9
- Amtsinspektor
- Betriebsinspektor
- Erster Hauptsattelmeister
- Fachlehrer mit der Befähigung für die Laufbahn
  - des Fachlehrers an Berufskollegs
  - des Fachlehrers an Förderschulen
  - des Werkstattlehrers
- Hauptbrandmeister
- Inspektor
- Kriminalkommissar
- Obergerichtsvollzieher
- Oberin/Pflegevorsteher
- Oberschwester/-pfleger
- Polizeikommissar

#### Besoldungsgruppe A 10
- Fachlehrer mit der Befähigung für die Laufbahn
  - des Fachlehrers an allgemeinbildenden Schulen
  - des Fachlehrers an Berufskollegs
  - des Fachlehrers an Förderschulen
  - des technischen Lehrers an Berufskollegs
  - des Werkstattlehrers
- Kriminaloberkommissar
- Oberinspektor
- Polizeioberkommissar

#### Besoldungsgruppe A 11
- Amtmann
- Fachlehrer an einer Fachhochschule oder in einem Fachhochschulstudiengang an einer Universität mit der Befähigung für die Laufbahn
  - des Lehrers für Sozialarbeit
  - des Lehrers für Sozialpädagogik
  - des Technischen Lehrers
- Fachlehrer mit der Befähigung für die Laufbahn
  - des Fachlehrers an Berufskollegs
  - des Fachlehrers an Berufskollegs als Fachberater
  - des Fachlehrers an Förderschulen
  - des Technischen Lehrers an Berufskollegs
- Kriminalhauptkommissar
- Polizeihauptkommissar

#### Besoldungsgruppe A 12
- Amtsanwalt
- Amtsrat
- Fachlehrer an einer Fachhochschule oder in einem Fachhochschulstudiengang an einer Universität mit der Befähigung für die Laufbahn
  - des Lehrers für Sozialarbeit
  - des Lehrers für Sozialpädagogik
  - des Technischen Lehrers
- Fachlehrer mit der Befähigung für die Laufbahn
  - des Fachlehrers an Berufskollegs als Fachberater
  - als Technischer Lehrer an Berufskollegs
- Kriminalhauptkommissar
- Lehrer
  - der Befähigung für das Lehramt an Grund-, Haupt- und Realschulen und den entsprechenden Jahrgangsstufen der Gesamtschulen
- Polizeihauptkommissar
- Rechnungsrat
  - als Prüfungsbeamter beim Landesrechnungshof
- Sportlehrer
  - an einer allgemeinbildenden Schule, an einem Berufskolleg oder an einer Förderschule

#### Besoldungsgruppe A 13
- Arzt
- Akademischer Rat
- Erster Kriminalhauptkommissar
- Erster Polizeihauptkommissar
- Gesamtschulrektor
  - als Koordinator
- Geschäftsführer bei einer Handwerkskammer
- Konrektor
  - als Fachleiter in der Lehrerfortbildung auf Bezirksebene (mit ruhegehaltfähiger Stellenzulage)
  - als der ständige Vertreter des Leiters einer Schule im organisatorischen Zusammenschluss mit mehr als 180 bis zu 360 Schülern (mit Amtszulage)
- Konservator
- Kustos
- Lehrer
  - mit der Befähigung für das Lehramt der Sekundarstufe I als Fachleiter in der Lehrerfortbildung auf der Bezirksebene (mit ruhegehaltfähiger Stellenzulage)
  - mit der Befähigung für das Lehramt der Sonderpädagogik als Fachleiter in der Lehrerfortbildung auf der Bezirksebene (mit ruhegehaltfähiger Stellenzulage)
  - mit der Befähigung für das Lehramt der Sonderpädagogik bei entsprechender Verwendung
- Oberamtsanwalt
- Oberlehrer
  - an einer Justizvollzugsanstalt
- Oberrechnungsrat
- Pfarrer
- Rat
- Sekundarschulrektor
- Studienrat
- Verwaltungsdirektor einer Hochschule
- Zweiter Konrektor

#### Besoldungsgruppe A 14
- Arzt
- Akademischer Oberrat
- Chefarzt
- Förderschulkonrektor
- Förderschulrektor
- Gesamtschulrektor
  - als der didaktische Leiter einer Gesamtschule mit noch nicht voll ausgebauter Sekundarstufe I (mit Amtszulage)
  - als der ständige Vertreter des Gesamtschuldirektors an einer Gesamtschule mit noch nicht voll ausgebauter Sekundarstufe I bzw. nicht mit mindestens vier Zügen in drei Jahrgangsstufen (mit Amtszulage)
  - als Koordinator lernbereichs- und abteilungsübergreifender Aufgaben an einer Gesamtschule mit mindestens fünf Zügen
  - als Leiter einer Abteilung mit mehr als 180 bis zu 360 Schülern der Sekundarstufe I einer Gesamtschule
  - als Leiter einer Abteilung mit mehr als 360 Schülern der Sekundarstufe I einer Gesamtschule (mit Amtszulage)
- Geschäftsführer bei einer Handwerkskammer (soweit nicht in A 15, A 16)
- Konrektor
  - als Fachleiter in der Lehrerfortbildung auf Bezirksebene
  - als der ständige Vertreter des Leiters einer Schule im organisatorischen Zusammenschluss mit mehr als 360 Realschülern
  - als der ständige Vertreter des Leiters einer Schule im organisatorischen Zusammenschluss mit mehr als 180 und höchstens 360 Realschülern und gleichzeitig mehr als 360 Gesamt-/Hauptschülern
- Konrektor an einem Weiterbildungskolleg
  - als Abteilungsleiter für den Bildungsgang Abendrealschule mit bis zu 240 Studierenden
  - als Abteilungsleiter für den Bildungsgang Abendrealschule mit mehr als 240 Studierenden (mit Amtszulage)
- Oberarzt
- Oberkonservator
- Oberkustos
- Oberrat
- Oberstudienrat
  - als Fachleiter in der Lehrerfortbildung auf Bezirksebene (mit ruhegehaltfähiger Stellenzulage)
  - als Lehrer für Fremdsprachen an einer Fachhochschule oder in einem Fachhochschulstudiengang an einer Universität
  - im Hochschuldienst
  - mit zusätzlicher Prüfung für das Lehramt an Sonderschulen (mit Amtszulage)
- Pfarrer
- Realschulkonrektor
  - als der ständige Vertreter des Leiters einer Förderschule im Bildungsbereich der Realschule mit 61 bis 120 Schülern
  - als der ständige Vertreter des Leiters einer Förderschule im Bildungsbereich der Realschule mit mehr als 120 Schülern (mit Amtszulage)
- Realschulrektor
  - als Leiter eines Weiterbildungskollegs des Bildungsgangs Abendrealschule mit bis zu 120 Schülern
  - als Leiter eines Weiterbildungskollegs des Bildungsgangs Abendrealschule mit 121 bis 240 Schülern (mit Amtszulage)
  - als Leiter einer Förderschule im Bildungsbereich der Realschule mit bis zu 60 Schülern
  - als Leiter einer Förderschule im Bildungsbereich der Realschule mit 61 bis 120 Schülern (mit Amtszulage)
- Regierungsschulrat
  - als Dezernent in der Schulaufsicht auf Bezirksebene
  - im Schulaufsichtsdienst
- Rektor
  - als Leiter der Abteilung Pädagogisches Zentrum bei der Justizvollzugsbehörde Münster
  - als Leiter einer Schule im organisatorischen Zusammenschluss mit mehr als 180 bis zu 360 Schülern (mit Amtszulage)
  - als Leiter einer Schule im organisatorischen Zusammenschluss mit mehr als 360 Schülern (mit Amtszulage)
- Rektor an einem Weiterbildungskolleg
  - als der ständige Vertreter eines nicht voll ausgebauten Weiterbildungskollegs mit mindestens zwei Bildungsgängen, darunter dem Bildungsgang Abendrealschule
- Schulrat
  - bei der Justizvollzugsschule Nordrhein-Westfalen (mit Amtszulage)
- Sekundarschulrektor
- Verwaltungsdirektor einer Hochschule

#### Besoldungsgruppe A 15
- Akademischer Direktor
- Chefarzt
- Dekan
- Direktor
- Direktor
- Direktor an einer Gesamtschule
- Direktor an einer Sekundarschule
- Direktor an einem Weiterbildungskolleg
- Direktor an einem Zentrum für schulpraktische Lehrerausbildung
- Förderschulrektor
- Gesamtschuldirektor
- Geschäftsführer bei einer Handwerkskammer
- Hauptkonservator
- Hauptkustos
- Kollegdirektor
- Kurdirektor
  - als Leiter der Kurverwaltung Bad Meinberg
- Museumsdirektor und Professor
- Oberarzt
- Oberverwaltungsdirektor einer Hochschule
- Realschulrektor
- Regierungsschuldirektor
- Rektor
- Schulamtsdirektor
- Schulrat
- Sekundarschuldirektor
- Studiendirektor

#### Besoldungsgruppe A 16
- Abteilungsdirektor
- Abteilungspräsident
- Chefarzt
- Dekan
- Direktor der Zentralstelle der Länder für Gesundheitsschutz bei Medizinprodukten
- Geschäftsführer bei der Handwerkskammer Bielefeld, Dortmund, Düsseldorf, Köln, Münster
- Kurdirektor
  - als Leitung der Kurverwaltung Bad Salzuflen
- Landeskonservator
- Landstallmeister und Direktor der Deutschen Reitschule
- Leitender Akademischer Direktor
- Leitender Direktor
- Leitender Gesamtschuldirektor
- Leitender Kollegdirektor
- Leitender Regierungsdirektor
- Leitender Regierungsschuldirektor
- Leitender Schulamtsdirektor
- Ministerialrat
- Museumsdirektor und Professor
- Oberstudiendirektor
- Polizeipräsident
- Stellvertretender Geschäftsführer eines Medizinischen Dienstes der Krankenversicherung in Nordrhein-Westfalen

### Rheinland-Pfalz

#### Besoldungsgruppe A 5
- Amtsmeister
- Hauptwachtmeister

#### Besoldungsgruppe A 6
- Oberamtsmeister
- Erster Hauptwachtmeister
- Restaurator
- Sekretär
- Werkmeister

#### Besoldungsgruppe A 7
- Brandmeister
- Kriminalmeister
- Oberrestaurator
- Obersekretär
- Oberwerkmeister
- Polizeimeister

#### Besoldungsgruppe A 8
- Gerichtsvollzieher
- Hauptrestaurator
- Hauptsekretär
- Hauptwerkmeister
- Kriminalobermeister
- Oberbrandmeister
- Polizeiobermeister

#### Besoldungsgruppe A 9
- Inspektor
- Kriminalhauptmeister
- Kriminalkommissar
- Obergerichtsvollzieher
- Polizeihauptmeister
- Polizeikommissar

#### Besoldungsgruppe A 10
- Kriminaloberkommissar
- Lehrer für Fachpraxis
  - mit der Befähigung für dieses Lehramt
- Lehrer für Fachpraxis mit sonderpädagogischer Qualifikation
  - mit der Befähigung für dieses Lehramt
- Oberinspektor
- Polizeioberkommissar

#### Besoldungsgruppe A 11
- Amtmann
- Fachlehrer an berufsbildenden Schulen
  - mit der Befähigung für dieses Lehramt
- Kriminalhauptkommissar
- Lehrer für Fachpraxis
  - mit der Befähigung für dieses Lehramt
- Lehrer für Fachpraxis mit sonderpädagogischer Qualifikation
  - mit der Befähigung für dieses Lehramt
- Polizeioberkommissar

#### Besoldungsgruppe A 12
- Amtsanwalt
- Amtsrat
- Fachlehrer
  - mit beratenden Aufgaben für den praktischen Unterricht an berufsbildenden Schulen
- Fachlehrer an berufsbildenden Schulen
  - mit der Befähigung für dieses Lehramt
- Kriminalhauptkommissar
- Lehrer
  - mit der Befähigung für das Lehramt an Grund- und Hauptschulen oder an Grundschulen
- Oberlehrer für Fachpraxis an einer Justizvollzugsanstalt
- Polizeihauptkommissar
- Rechnungsrat
  - als Prüfungsbeamter beim Rechnungshof

#### Besoldungsgruppe A 13
- Akademischer Rat
  - als Lehrkraft für besondere Aufgaben an einer Hochschule
  - als wissenschaftlicher oder künstlerischer Mitarbeiter an einer Hochschule
- Arzt
- Erster Kriminalhauptkommissar
- Erster Polizeihauptkommissar
- Fachleiter
  - mit der Befähigung für das Lehramt an Grund- und Hauptschulen als Ausbilder an einem Studienseminar für das Lehramt an Grundschulen
- Förderschullehrer
  - mit der Befähigung für das Lehramt an Sonderschulen oder an berufsbildenden Förderschulen
- Geschäftsführer bei einer Handwerkskammer
- Konrektor
- mit der Befähigung für das Lehramt an Grundschulen, für das Lehramt an Grund- und Hauptschulen oder für das Lehramt an Förderschulen
  -     - als ständiger Vertreter des Leiters einer Grundschule mit mehr als 180 bis zu 360 Schülerinnen und Schülern
    - als ständiger Vertreter des Leiters einer Grundschule mit mehr als 360 Schülerinnen und Schülern
    - als Primarstufenleiter an einer organisatorisch verbundenen Grund- und Realschule plus mit bis zu 80 Schülerinnen und Schülern in der Grundschule
    - als Primarstufenleiter an einer organisatorisch verbundenen Grund- und Realschule plus mit mehr als 80 Schülerinnen und Schülern in der Grundschule

  - mit der Befähigung für das Lehramt an Grundschulen oder an Grund- und Hauptschulen
    - als ständiger Vertreter des Leiters eines Studienseminars für das Lehramt an Grundschulen1),
    - bei Verwendung am Pädagogischen Landesinstitut Rheinland-Pfalz
- Konrektor an einer Integrierten Gesamtschule
  - mit der Befähigung für das Lehramt an Grund- und Hauptschulen
  - als pädagogischer Koordinator
    - für die Klassenstufen 5 und 6
    - für die Klassenstufen 7 und 8
    - für die Klassenstufen 9 und 10
- Konrektor an einer Kooperativen Gesamtschule
  - mit der Befähigung für das Lehramt an Grund- und Hauptschulen
    - als pädagogischer Koordinator für die Klassenstufen 5 und 6, sofern diese Klassenstufen bei jeder Schulart der Gesamtschule vorhanden sind
    - als Koordinator der schulartübergreifenden Aufgaben für die Sekundarstufe I
- Konrektor an einer Realschule plus
  - mit der Befähigung für das Lehramt an Grund- und Hauptschulen, für das Lehramt an Realschulen, für das Lehramt an Realschulen plus oder für das Lehramt an Förderschulen als pädagogischer Koordinator an einer Realschule plus mit mehr als 180 bis zu 540 Schülern oder an einer organisatorisch verbundenen Grund- und Realschule plus mit mehr als 180 bis zu 540 Schülerinnen und Schülern in der Realschule plus
- Konservator
- Kustos
- Lehrer
  - mit der Befähigung für das Lehramt an Realschulen plus
- Oberamtsanwalt
- Oberlehrer an einer Justizvollzugsanstalt
- Oberrechnungsrat
  - als Prüfungsbeamter beim Rechnungshof
  - Pfarrer
- Rat
- Realschullehrer
  - mit der Befähigung für das Lehramt an Realschulen
- Rektor
  - Leiter des Berufsausbildungszentrums der Justizvollzugsanstalt Zweibrücken
  - Leiter einer Musikschule
  - mit der Befähigung für das Lehramt an Grundschulen oder für das Lehramt an Grund- und Hauptschulen Leiter einer Grundschule mit bis zu 80 Schülerinnen und Schülern
  - als Leiter einer Grundschule mit mehr als 80 bis zu 180 Schülerinnen und Schülern
- Studienrat
  - als pädagogischer Leiter einer Weiterbildungseinrichtung
  - mit der Befähigung für das Lehramt an Gymnasien oder für das Lehramt an berufsbildenden Schulen
- Studienrat mit sonderpädagogischer Qualifikation
  - mit der Befähigung für das Lehramt an berufsbildenden Schulen
- Zweiter Konrektor
  - mit der Befähigung für das Lehramt an Grundschulen, für das Lehramt an Grund- und Hauptschulen oder für das Lehramt an Förderschulen an einer Grundschule mit mehr als 540 Schülerinnen und Schülern

#### Besoldungsgruppe A 14
- Akademischer Oberrat
  - als Lehrkraft für besondere Aufgaben an einer Hochschule
  - als wissenschaftlicher oder künstlerischer Mitarbeiter an einer Hochschule
- Arzt
- Chefarzt
- Fachleiter
- Förderschulfachleiter
  - mit der Befähigung für das Lehramt an Sonderschulen als Ausbilder an einem Studienseminar für dieses Lehramt
- Förderschulkonrektor
  - als Abteilungsleiter eines Bildungsgangs, der an einer Förderschule mit mehr als 135 Schülern neben einem Bildungsgang zur Erlangung der Berufsreife geführt wird
  - als der ständige Vertreter des Leiters
    - einer Schule mit dem Förderschwerpunkt Lernen mit mehr als 90 bis zu 180 Schülern,
    - einer Schule mit einem anderen Förderschwerpunkt als dem Förderschwerpunkt Lernen mit mehr als 45 bis zu 90 Schülern,
    - einer Schule mit dem Förderschwerpunkt Lernen mit mehr als 180 Schülern,
    - einer Schule mit einem anderen Förderschwerpunkt als dem Förderschwerpunkt Lernen mit mehr als 90 Schülern
    - einer Schule mit einem anderen Förderschwerpunkt als dem Förderschwerpunkt Lernen mit mehr als 135 bis zu 270 Schülern, die mit einem Schülerheim verbunden ist und mindestens einen über den Hauptschulabschluss hinausgehenden allgemein bildenden oder berufsbildenden Zug führt,
    - eines Studienseminars für das Lehramt an Sonderschulen
- Förderschulrektor
  - einer Schule mit dem Förderschwerpunkt Lernen mit bis zu 90 Schülern
  - einer Schule mit einem anderen Förderschwerpunkt als dem Förderschwerpunkt Lernen mit bis zu 45 Schülern
  - einer Schule mit dem Förderschwerpunkt Lernen mit mehr als 90 bis zu 180 Schülern
  - einer Schule mit einem anderen Förderschwerpunkt als dem Förderschwerpunkt Lernen mit mehr als 45 bis zu 90 Schülern1
- Geschäftsführer bei einer Handwerkskammer
- Konrektor an einer Integrierten Gesamtschule
- Konrektor an einer Kooperativen Gesamtschule
- Konrektor an einer Realschule plus
- Oberarzt
- Oberkonserverator
- Oberkustos
- Oberrat
- Oberstudienrat
  - mit der Befähigung für das Lehramt an berufsbildenden Förderschulen bei einer dieser Befähigung entsprechenden Verwendung**
  - als pädagogischer Leiter einer Weiterbildungseinrichtung
- Oberstudienrat mit sonderpädagogischer Qualifikation
- Regierungsschulrat
- Rektor
- Rektor einer Integrierten Gesamtschule
- Rektor einer Realschule plus
- Zweiter Förderschulkonrektor
- Zweiter Konrektor an einer Realschule plus

#### Besoldungsgruppe A 15
- Akademischer Direktor
  - als Lehrkraft für besondere Aufgaben an einer Hochschule
  - als wissenschaftlicher oder künstlerischer Mitarbeiter einer Hochschule
- Chefarzt
- Direktor
- Direktor
  - als gemeinsamer Leiter einer Kooperativen Gesamtschule ohne Oberstufe mit bis zu 1.000 Schülern
- Direktor beim Landeskrankenhaus
  - als therapeutischer Leiter des Sprachheilzentrums Meisenheim
- Direktor einer integrierten Gesamtschule
- Direktorstellvertreter an einer Integrierten Gesamtschule
- Förderschulkonrektor
  - als der ständige Vertreter des Leiters einer Schule mit einem anderen Förderschwerpunkt als dem Förderschwerpunkt Lernen mit mehr als 270 Schülern, die mit einem Schülerheim verbunden ist und mindestens einen über den Hauptschulabschluss hinausgehenden allgemein bildenden oder berufsbildenden Zug führt
- Förderschulrektor
  - einer Schule mit dem Förderschwerpunkt Lernen mit mehr als 180 Schülern
  - einer Schule mit einem anderen Förderschwerpunkt als dem Förderschwerpunkt Lernen mit mehr als 90 Schülern
  - einer Schule mit einem anderen Förderschwerpunkt als dem Förderschwerpunkt Lernen mit mehr als 135 bis zu 270 Schülern, die mit einem Schülerheim verbunden ist und mindestens einen über den Hauptschulabschluss hinausgehenden allgemein bildenden oder berufsbildenden Zug führt
  - als Leiter eines Studienseminars für das Lehramt an Sonderschulen
- Geschäftsführer bei einer Handwerkskammer
- Hauptkonservator
- Hauptkustos
- Museumsdirektor und Professor
- Oberarzt
- Regierungsschuldirektor
- Rektor an einer Integrierten Gesamtschule
- Rektor an einer Realschule plus
- Studiendirektor
  - als Leiter
    - eines Aufbaugymnasiums mit bis zu 130 Schülern
    - eines Instituts zur Erlangung der Hochschulreife (Kolleg) mit bis zu 130 Kollegiaten
    - eines Studienkollegs mit bis zu 130 Kollegiaten

  - als der ständige Vertreter des Leiters
    - eines Aufbaugymnasiums mit bis zu 130 Schülern,
    - eines Aufbaugymnasiums mit mehr als 130 Schülern (Amtszulage)
    - eines Instituts zur Erlangung der Hochschulreife (Kolleg) mit bis zu 130 Kollegiaten,
    - eines Instituts zur Erlangung der Hochschulreife (Kolleg) mit mehr als 130 Kollegiaten (Amtszulage)
    - eines Studienkollegs mit bis zu 130 Kollegiaten,
    - eines Studienkollegs mit mehr als 130 Kollegiaten (Amtszulage)
    - eines Studienseminars für das Lehramt an Gymnasien oder an berufsbildenden Schulen (Amtszulage)

  - als pädagogischer Leiter einer Weiterbildungseinrichtung
  - mit der Befähigung für das Lehramt an Gymnasien oder berufsbildenden Schulen zur Koordinierung schulfachlicher Aufgaben an einer integrierten Gesamtschule als der didaktische Koordinator der Sekundarstufe I

#### Besoldungsgruppe A 16
- Abteilungsdirektor
- Abteilungsdirektor
  - als der ständige Vertreter des Direktors des Pädagogischen Landesinstituts Rheinland-Pfalz
- Chefarzt
- Direktor
  - als gemeinsamer Leiter einer kooperativen Gesamtschule
  - als Leiter einer großen und bedeutenden Organisationseinheit der Verwaltung einer Stadt mit mehr als 150.000 Einwohnern
- Direktor
- Direktor der Wiederaufbaukasse der Rheinland-Pfälzischen Weinbaugebiete
- Direktor einer integrierten Gesamtschule
  - mit Oberstufe
  - ohne Oberstufe mit mehr als 1000 Schülern
- Fachbereichsleiter beim Institut für medizinische und pharmazeutische Prüfungsfragen
- Förderschulrektor
  - einer Schule mit einem anderen Förderschwerpunkt als dem Förderschwerpunkt Lernen mit mehr als 270 Schülern, die mit einem Schülerheim verbunden ist und mindestens einen über den Hauptschulabschluss hinausgehenden allgemein bildenden oder berufsbildenden Zug führt
- Landeskonservator
- Leitender Akademischer Direktor
  - als wissenschaftlicher oder künstlerischer Mitarbeiter an einer Hochschule
- Leitender Direktor
  - im Schulaufsichtsdienst
- Ministerialrat
  - bei einer obersten Landesbehörde
- Museumsdirektor und Professor
- Oberstudiendirektor
  - als Leiter
  - einer beruflichen Schule mit mehr als 360 Schülern
  - eines Abendgymnasiums mit mehr als 130 Studierenden
  - eines Aufbaugymnasiums mit mehr als 130 Schülern
  - eines Gymnasiums im Aufbau mit
    - mehr als 540 Schülerinnen und Schülern, wenn die oberste Jahrgangsstufe fehlt
    - mehr als 670 Schülern, wenn die zwei oberen Jahrgangsstufen fehlen
    - mehr als 800 Schülern, wenn die drei oberen Jahrgangsstufen fehlen

  - eines Instituts zur Erlangung der Hochschulreife (Kolleg) mit mehr als 130 Kollegiaten, eines Studienkollegs mit mehr als 130 Kollegiaten
  - eines Studienseminars für das Lehramt an Gymnasien oder für das Lehramt an berufsbildenden Schulen, eines voll ausgebauten Gymnasiums mit mehr als 360 Schülern
  - eines zweizügig voll ausgebauten Oberstufengymnasiums oder eines Oberstufengymnasiums mit mindestens zwei Schultypen
- Polizeivizepräsident
- Stellvertretender Direktor einer Verwaltungsfachhochschule
- Vizepräsident des Landeskriminalamtes

### Saarland
Im Saarland gelten die am 31. August 2006 geltenden besoldungsrechtlichen Vorschriften des Bundes als Landesrecht fort, soweit sich aus dem Saarländischen Besoldungsgesetz oder aufgrund sonstiger landesrechtlicher Bestimmungen nichts anderes ergibt. Folgende Ämter sind den Besoldungsgruppen in der Landesbesoldungsordnung A zugeordnet:

#### Besoldungsgruppe A 4
- Oberwachtmeister an einer Justizvollzugsanstalt, soweit nicht in Besoldungsgruppe A 5

#### Besoldungsgruppe A 9
- Kriminalinspektor
- Werkstattlehrer

#### Besoldungsgruppe A 12
- Lehrer
  - an einer berufsbildenden Schule

#### Besoldungsgruppe A 13
- Gewerbestudienrat
- Hauptlehrer an einer Volksschule bis einschließlich sechs Schulstellen
- Hauptlehrer der landwirtschaftlichen Haushaltskunde an einer Landwirtschaftsschule
- Konrektor an einer Volksschule mit mindestens sieben Schulstellen
- Landwirtschaftsstudienrat
- Rektor an einer Volksschule mit mindestens sieben Schulstellen
- Rektor
  - als pädagogischer Mitarbeiter an der Pädagogischen Hochschule
- Seminaroberlehrer

#### Besoldungsgruppe A 16
- Direktor der Ingenieurschule

### Sachsen

#### Besoldungsgruppe A 4
- Amtsmeister
- Justizamtsmeister

#### Besoldungsgruppe A 5
- Erster Justizhauptwachtmeister
- Oberamtsmeister

#### Besoldungsgruppe A 6
- Erster Justizhauptwachtmeister
- Sekretär
- Werkmeister

#### Besoldungsgruppe A 7
- Brandmeister
- Kriminalmeister
- Obersekretär
- Obersekretär im Justizvollzugsdienst
- Polizeimeister

#### Besoldungsgruppe A 8
- Gerichtsvollzieher
- Hauptsekretär
- Kriminalobermeister
- Oberbrandmeister
- Polizeiobermeister
- Straßenmeister

#### Besoldungsgruppe A 9
- Amtsinspektor
- Hauptbrandmeister
- Inspektor
- Kriminalhauptmeister
- Kriminalkommissar
- Obergerichtsvollzieher
- Polizeihauptmeister
- Polizeikommissar
- Straßenobermeister

#### Besoldungsgruppe A 10
- Brandoberinspektor
- Bauoberinspektor
- Gewerbeoberinspektor
- Kriminaloberkommissar
- Landwirtschaftsoberinspektor
- Oberinspektor
- Polizeioberkommissar
- Straßenhauptmeister
- Technischer Oberinspektor
- Vermessungsoberinspektor

#### Besoldungsgruppe A 11
- Amtmann
- Kriminalhauptkommissar
- Lehrer
- Polizeihauptkommissar

#### Besoldungsgruppe A 12
- Amtsanwalt
- Amtsrat
- Bildungsamtsrat
- Kriminalhauptkommissar
- Lehrer
- Polizeihauptkommissar
- Polizeischullehrer

#### Besoldungsgruppe A 13
- Akademischer Rat
- Bildungsrat
- Erster Kriminalhauptkommissar
- Erster Polizeihauptkommissar
- Oberamtsanwalt
- Polizeischuloberlehrer
- Rat
- Studienrat

#### Besoldungsgruppe A 14
- Förderschulkonrektor
- Förderschulrektor
- Grundschulkonrektor
- Grundschulrektor
- Oberschulkonrektor
- Oberschulrektor
- Oberrat
- Oberstudienrat
- Polizeischulrektor

#### Besoldungsgruppe A 15
- Direktor
- Förderschulkonrektor
- Förderschulrektor
- Grundschulrektor
- Kanzler der Hochschule für öffentliche Verwaltung und Rechtspflege (FH), Fortbildungszentrum des Freistaates Sachsen
- Kanzler der Hochschule der Sächsischen Polizei (FH)
- Kanzler einer Kunsthochschule
- Oberschulkonrektor
- Oberschulrektor
- Studiendirektor

#### Besoldungsgruppe A 16
- Kanzler einer Fachhochschule
- Landesbeauftragter für Ausländerfragen
- Leitender Direktor
- Leitender Regierungsdirektor
- Ministerialrat
- Museumsdirektor und Professor
- Oberstudiendirektor
- Prorektor der Hochschule der Sächsischen Polizei (FH)
- Unternehmensbereichsleiter des Staatsbetriebs Sächsisches Immobilien- und Baumanagement

### Sachsen-Anhalt

#### Besoldungsgruppe A 4
- Amtsmeister
- Hauptwachtmeister

#### Besoldungsgruppe A 5
- Erster Hauptwachtmeister
- Oberamtsmeister

#### Besoldungsgruppe A 6
- Erster Hauptwachtmeister
- Oberamtsmeister
- Sekretär
- Werkmeister

#### Besoldungsgruppe A 7
- Brandmeister
- Kriminalmeister
- Obersekretär
- Oberwerkmeister
- Polizeimeister

#### Besoldungsgruppe A 8
- Gerichtsvollzieher
- Hauptsekretär
- Hauptwerkmeister
- Kriminalobermeister
- Oberbrandmeister
- Polizeiobermeister

#### Besoldungsgruppe A 9
- Amtsinspektor
- Betriebsinspektor
- Fachpraxislehrer
- Hauptbrandmeister
- Inspektor
- Kriminalhauptmeister
- Kriminalkommissar
- Obergerichtsvollzieher
- Polizeihauptmeister
- Polizeikommissar

#### Besoldungsgruppe A 10
- Fachlehrer
  - ohne abgeschlossene Ingenieur- oder Fachhochschulausbildung an berufsbildenden Schulen
- Fachpraxislehrer
- Kriminaloberkommissar
- Polizeioberkommissar

#### Besoldungsgruppe A 11
- Amtmann
- Fachlehrer
  - mit abgeschlossener Ingenieur- oder Fachhochschulausbildung
- Fachlehrer
  - ohne abgeschlossene Ingenieur- oder Fachhochschulausbildung an berufsbildenden Schulen
- Kriminalhauptkommissar
- Polizeihauptkommissar

#### Besoldungsgruppe A 12
- Amtsanwalt
- Amtsrat
- Fachlehrer
  - mit abgeschlossener Ingenieur- oder Fachhochschulausbildung
- Kriminalhauptkommissar
- Lehrer
  - mit der Befähigung für das Lehramt an Grundschulen
  - als Lehrer für untere Klassen im Unterricht der Klassen 1 bis 4 an allgemeinbildenden Schulen
- Polizeihauptkommissar
- Rechnungsrat
  - als Prüfungsbeamter beim Landesrechnungshof

#### Besoldungsgruppe A 13
- Förderschullehrer
- Konrektor
- Lehrer
- Oberamtsanwalt
- Oberlehrer im Justizvollzugsdienst
- Oberrechnungsrat
- Regierungsschulrat
- Rektor
- Pädagogischer Koordinator
- Rat
- Sekundarschullehrer
- Studienrat
- Zweiter Konrektor

#### Besoldungsgruppe A 14
- Didaktischer Leiter
- Direktorstellvertreter einer Gesamtschule
- Direktorstellvertreter einer Gemeinschaftsschule
- Fachseminarleiter
- Förderschulkonrektor
- Förderschulrektor
- Oberrat
- Oberstudienrat
- Regierungsschulrat
- Rektor
- Sekundarschulkonrektor
- Sekundarschulrektor
- Zweiter Direktorstellvertreter
- Zweiter Sekundarschulkonrektor
- Zweiter Förderschulkonrektor

#### Besoldungsgruppe A 15
- Didaktischer Leiter
- Direktor
- Direktor einer Gesamtschule
- Direktorstellvertreter einer Gemeinschaftsschule
- Direktorstellvertreter einer Gesamtschule
- Förderschulrektor
- Kanzler der Burg Giebichenstein Kunsthochschule Halle
- Kanzler einer Fachhochschule
- Polizeidirektor
- Regierungsdirektor, Psychologiedirektor
- Regierungsschuldirektor
- Sekundarschulrektor
- Seminarkonrektor
- Seminarrektor
- Studiendirektor

#### Besoldungsgruppe A 16
- Abteilungsdirektor
- Direktor der Polizeiinspektion Dessau-Roßlau
- Direktor der Polizeiinspektion Stendal
- Direktor des Landeseichamtes
- Direktor
- Direktor einer Gesamtschule
- Leitender Kriminaldirektor
- Leitender Polizeidirektor
- Leitender Regierungsdirektor
- Leitender Regierungsdirektor, Leitender Psychologiedirektor
- Leitender Regierungsdirektor als Vorsteher eines Finanzamtes
- Leitender Regierungsschuldirektor
- Ministerialrat
- Oberstudiendirektor

### Schleswig-Holstein
Festgelegt in Anlage 1 zum Gesetz des Landes Schleswig-Holstein über die Besoldung der Beamtinnen und Beamten sowie Richterinnen und Richter (Besoldungsgesetz Schleswig-Holstein - SHBesG) vom 26. Januar 2012

#### Besoldungsgruppe A 6
- Erster Justizhauptwachtmeister  1  2  3

#### Besoldungsgruppe A 7
- Brandmeister 1
- Obersekretär 2
- Oberwerkmeister 2
- Erster Justizhauptwachtmeister  3  4  5

#### Besoldungsgruppe A 8
- Gerichtsvollzieher  1
- Hauptsekretär  3
- Hauptwerkmeister  3
- Oberbrandmeister
- Polizeiobermeister  2

#### Besoldungsgruppe A 9
- Amtsinspektor  1
- Betriebsinspektor  1
- Hauptbrandmeister  1
- Inspektor  2  3
- Kriminalkommissar  4
- Obergerichtsvollzieher  1
- Polizeihauptmeister  1
- Polizeikommissar  4

#### Besoldungsgruppe A 10
- Fachlehrkraft
  - soweit eine zu einem Hochschulstudium berechtigende Schulbildung oder eine Studienqualifikation nach § 39 Abs. 1 des Hochschulgesetzes, und die erforderliche Vorbildung nach den Bestimmungen der Landesverordnung über die Laufbahnen der Lehrerinnen und Lehrer nachgewiesen werden.  1  2
- Kriminaloberkommissar
- Oberinspektor  3
- Polizeioberkommissar  4

#### Besoldungsgruppe A 11
- Amtmann
- Fachlehrkraft
  - soweit eine zu einem Hochschulstudium berechtigende Schulbildung oder eine Studienqualifikation nach § 39 Abs. 1 des Hochschulgesetzes, und die erforderliche Vorbildung nach den Bestimmungen der Landesverordnung über die Laufbahnen der Lehrerinnen und Lehrer nachgewiesen werden.  1  2
- Kriminalhauptkommissar  3
- Polizeihauptkommissar  3

#### Besoldungsgruppe A 12
- Amtsanwalt  1
- Amtsrat
- Kriminalhauptkommissar  2
- Polizeihauptkommissar  2
- Rechnungsrat
  - als Prüfungsbeamter beim Landesrechnungshof
- Lehrkraft
  - an allgemeinbildenden Schulen mit der Befähigung für das Lehramt an Grund- und Hauptschulen  3
  - mit der Befähigung für das Lehramt an Grundschulen  3

#### Besoldungsgruppe A 13
- Akademischer Rat
  - als wissenschaftlicher oder künstlerischer Mitarbeiter an einer Hochschule
- Arzt  1
- Berufsschuloberlehrer  2
- Erster Kriminalhauptkommissar  13
- Erster Polizeihauptkommissar  13
- Fachschuloberlehrer  2
- Konrektor
  - als stellvertretender Leiter einer Grundschule mit mehr als 80 bis zu 360 Schülern  4
  - als Koordinator an einer mit einer Grundschule verbundenen Gemeinschaftsschule mit bis zu 360 Schülern in der Primarstufe  3 4 17
  - als Koordinator an einer organisatorischen Verbindung mit mehr als 540 Schülern in der Primarstufe  3 4 5 17
  - als Koordinator an einer mit einem Förderzentrum verbundenen Gemeinschaftsschule mit bis zu 180 Schülern im Förderzentrumsbereich  4 6 7
  - als Koordinator für schulfachliche Aufgaben an Gemeinschaftsschulen ab 240 bis zu 360 Schülern in der Sekundarstufe I  3 4 6 8
- Konservator
- Kustos
- Lehrkraft im Justizvollzugsdienst  9
- Oberamtsanwalt  10
- Oberamtsrat  11 12 13
- Oberrechnungsrat  13
  - als Prüfungsbeamter beim Landesrechnungshof
- Polizeischuloberlehrkraft  8
- Rat  14
- Realschullehrkraft
  - mit der Befähigung für das Lehramt an Realschulen  15
- Sekundarschullehrkraft mit dem Schwerpunkt Sekundarstufe I
  - mit der Befähigung für das Lehramt an Sekundarschulen mit dem Schwerpunkt Sekundarstufe I  15 18
- Gemeinschaftsschullehrkraft
  - mit der Befähigung für das Lehramt an Gemeinschaftsschulen  15 18
- Rektor
  - als Leiter einer Grundschule mit bis zu 80 Schülerinnen und Schülern  4
- Förderzentrumslehrkraft
  - mit der Befähigung für das Lehramt für Sonderpädagogik  15
- Sonderschullehrkraft
  - mit der Befähigung für das Lehramt an Sonderschulen  15
- Studienrat
  - mit der Befähigung für das Lehramt an Gymnasien oder an berufsbildenden Schulen  16
  - mit der Befähigung für das Sekundarschullehramt mit zwei Fächern auf dem Niveau der Sekundarstufen I und II  16
- Studienrat an einer Fachhochschule
- Zweiter Konrektor
  - einer Grundschule mit mehr als 540 Schülerinnen und Schülern  4

#### Besoldungsgruppe A 14
- Akademischer Oberrat
  - als wissenschaftlicher oder künstlerischer Mitarbeiter an einer Hochschule
- Arzt  1
- Chefarzt  2
- Oberarzt  2
- Oberkonservator
- Oberkustos
- Oberrat
- Konrektor
  - als stellvertretender Leiter einer Grundschule mit mehr als 360 Schülern
  - als stellvertretender Leiter einer Gemeinschaftsschule mit bis zu 360 Schülern  4 5
  - als stellvertretender Leiter einer Gemeinschaftsschule mit mehr als 360 Schülern  4 5 6
  - als stellvertretender Leiter einer organisatorischen Verbindung mit bis zu 360 Schülern  5 7 11 13 14
  - als stellvertretender Leiter einer organisatorischen Verbindung mit mehr als 360 Schülern  5 6 7 11 13 14
  - als Koordinator an einer mit einer Grundschule verbundenen Gemeinschaftsschule mit mehr als 360 bis zu 540 Schülern in der Primarstufe  11 14
  - als Koordinator an einer mit einer Grundschule verbundenen Gemeinschaftsschule mit mehr als 540 Schülern in der Primarstufe  6 11 14
  - als Koordinator für schulfachliche Aufgaben an Gemeinschaftsschulen mit mehr als 360 bis zu 540 Schülern in der Sekundarstufe I  4 5 8
  - als Koordinator für schulfachliche Aufgaben an Gemeinschaftsschulen mit mehr als 540 Schülern in der Sekundarstufe I  4 5 6 9
  - als Koordinator an einer mit einem Förderzentrum verbundenen Gemeinschaftsschule mit mehr als 180 Schülern im Förderzentrumsbereich  5 10
  - als Koordinator an einer organisatorischen Verbindung mit mehr als 180 Schülern im Förderzentrumsbereich  5 7 10
- Oberstudienrat
  - an einer Fachhochschule
  - mit der Befähigung für das Lehramt an Gymnasien oder an berufsbildenden Schulen
  - mit der Befähigung für das Sekundarschullehramt mit zwei Fächern auf dem Niveau der Sekundarstufen I und II
  - als Studienleiter im Sachgebiet Grundschulen im Institut für Qualitätsentwicklung an Schulen Schleswig-Holstein (IQSH)  11 14
  - als Studienleiter im Sachgebiet Gemeinschaftsschulen im IQSH  4
  - als Studienleiter im Sachgebiet Sonderpädagogik im IQSH  5
  - als Koordinator für schulfachliche Aufgaben an Gemeinschaftsschulen ab 240 bis zu 540 Schülern in der Sekundarstufe I  6 8 15
- Polizeischulkonrektor
- Rektor
  - im Justizvollzugsdienst  12
  - als Leiter einer Grundschule mit mehr als 80 bis zu 180 Schüler
  - als Leiter einer Grundschule mit mehr als 180 bis zu 360 Schülern  6
  - als Leiter einer Gemeinschaftsschule bis zu 360 Schülern  4 5 6
  - als Leiter einer organisatorischen Verbindung mit bis zu 360 Schülern  5 6 7 11 13 14
- Sonderschulkonrektor oder Förderzentrumskonrektor
  - als der ständige Vertreter des Leiters eines Förderzentrums mit dem Förderschwerpunkt Lernen mit mehr als 90 bis zu 180 Schülern; für Schüler mit sonstigen Förderschwerpunkten mit mehr als 60 bis zu 120 Schüler  10
  - als der ständige Vertreter des Leiters eines Förderzentrums mit dem Förderschwerpunkt Lernen mit mehr als 180 Schülern; für Schüler mit sonstigen Förderschwerpunkten mit mehr als 120 Schülern  6 10
  - als der ständige Vertreter des Leiters eines Förderzentrums mit Heim  6
- Sonderschulrektor oder Förderzentrumsrektor
  - eines Förderzentrums mit dem Förderschwerpunkt Lernen mit bis zu 90 Schülern; für Schüler mit sonstigen Förderschwerpunkten mit bis zu 60 Schülern  10
  - eines Förderzentrums mit dem Förderschwerpunkt Lernen mit mehr als 90 bis zu 180 Schülern; für Schüler mit sonstigen Förderschwerpunkten mit mehr als 60 bis zu 120 Schülern  6 10
- Zweiter Sonderschulkonrektor oder Zweiter Förderzentrumskonrektor
  - als Koordinator für den Krankenhausunterricht in einem Kreis oder einer kreisfreien Stadt, wenn mehr als fünf Stellen zu koordinieren sind
  - eines Förderzentrums mit Heim und mit mehr als 90 Schülern  10
  - eines Förderzentrums mit dem Schwerpunkt Sehen mit mehr als 150 Schülern  10
  - eines Förderzentrums mit dem Förderschwerpunkt Lernen mit mehr als 270 Schülern; für Schüler mit sonstigen Förderschwerpunkten mit mehr als 180 Schülern  10
  - am Landesförderzentrum Hören zur Koordinierung schulfachlicher Aufgaben

#### Besoldungsgruppe A 15
- Akademischer Direktor
  - als wissenschaftlicher oder künstlerischer Mitarbeiter an einer Hochschule
- Chefarzt  1
- Direktor
- Hauptkonservator
- Hauptkustos
- Oberarzt  2
- Polizeischulrektor
- Regierungsschuldirektor
  - als Schulaufsichtsbeamter oder als Beamter im Schulverwaltungsdienst der zuständigen oberen oder obersten Landesbehörde
- Rektor
  - als Leiter einer Grundschule mit mehr als 360 Schülern
  - als Leiter einer Gemeinschaftsschule mit mehr als 360 Schülern  3 4
  - als Leiter einer organisatorischen Verbindung mit mehr als 360 Schülern  4 5 11 12
- Sonderschulrektor oder Förderzentrumsrektor
  - eines Förderzentrums mit Förderschwerpunkt Lernen mit mehr als 180 Schülern; für Schüler mit sonstigen Förderschwerpunkten mit mehr als 120 Schülern  7
  - eines Förderzentrums mit Heim
- Studiendirektor
  - an einer Fachhochschule
  - an einer Hochschule
  - als Leiter einer berufsbildenden Schule mit bis zu 80 Schülern  8
  - als Leiter einer berufsbildenden Schule mit mehr als 80 bis zu 360 Schülern  6 8
  - als Leiter eines nicht voll ausgebauten Gymnasiums  6
  - als Leiter eines voll ausgebauten Gymnasiums mit bis zu 360 Schülern  6
  - als Leiter einer Gemeinschaftsschule ohne gymnasiale Oberstufe mit bis zu 1.000 Schülern  6 9
  - als Leiter einer organisatorischen Verbindung mit bis zu 360 Schülern  5 6 9
  - als stellvertretender Leiter einer berufsbildenden Schule mit mehr als 80 bis zu 360 Schülern  8
  - als stellvertretender Leiter einer berufsbildenden Schule mit mehr als 360 Schülern  6 8
  - als stellvertretender Leiter eines Gymnasiums im Aufbau mit
    - mehr als 540 Schülern, wenn die oberste Jahrgangsstufe fehlt  6
    - mehr als 670 Schülern, wenn die zwei oberen Jahrgangsstufen fehlen  6
    - mehr als 800 Schülern, wenn die drei oberen Jahrgangsstufen fehlen  6

  - als stellvertretender Leiter eines nicht voll ausgebauten Gymnasiums
  - als stellvertretender Leiter eines voll ausgebauten Gymnasiums mit bis zu 360 Schülern
  - als stellvertretender Leiter eines voll ausgebauten Gymnasiums mit mehr als 360 Schülern  6
  - als stellvertretender Leiter einer Gemeinschaftsschule ohne gymnasiale Oberstufe mit bis zu 1.000 Schülern  9
  - als stellvertretender Leiter einer Gemeinschaftsschule ohne gymnasiale Oberstufe mit mehr als 1.000 Schülern  6 9
  - als stellvertretender Leiter einer Gemeinschaftsschule mit gymnasialer Oberstufe mit mehr als 360 Schülern  6 9
  - als stellvertretender Leiter einer organisatorischen Verbindung mit bis zu 360 Schülern  5 9
  - als stellvertretender Leiter einer organisatorischen Verbindung mit mehr als 360 Schülern  5 6 9
  - als zweiter stellvertretender Leiter an einem Regionalen Berufsbildungszentrum  6 9
  - als Koordinator für schulfachliche Aufgaben an Gemeinschaftsschulen mit mehr als 540 Schülern in der Sekundarstufe I  9 13
  - als Koordinator an einer mit einer gymnasialen Oberstufe verbundenen Gemeinschaftsschule  9
  - als Koordinator schulfachlicher Aufgaben  10
  - als Leiter des Sachgebietes Grundschulen im IQSH  11
  - als Leiter des Sachgebietes Gemeinschaftsschulen im IQSH  12
  - als Leiter des Sachgebietes Sonderpädagogik im IQSH  4
  - als Studienleiter im Sachgebiet Gymnasien im IQSH  9
  - als Studienleiter im Landesseminar Berufliche Bildung im IQSH  9
  - als Studienleiterin oder Studienleiter im Dezernat Landesseminar Berufliche Bildung im Schleswig-Holsteinischen Institut für Berufliche Bildung – Landesamt - (SHIBB)

#### Besoldungsgruppe A 16
- Abteilungsdirektor
- Chefarzt  1
- Direktor des AZV Südholstein - Kommunalunternehmen
  - als alleiniges Vorstandsmitglied  2
- Landeskonservator
- Leitender Akademischer Direktor
  - als wissenschaftlicher oder künstlerischer Mitarbeiter an einer Hochschule  3
- Leitender Direktor  2
- Leitender Regierungsschuldirektor
  - als Schulaufsichtsbeamter oder als Beamter im Schulverwaltungsdienst der zuständigen oberen Landesbehörde
  - als Leiter des Dezernats „Landesseminar Berufliche Bildung“ im Schleswig-Holsteinischen Institut für Berufliche Bildung - Landesamt - SHIBB  5
- Ministerialrat
  - bei einer obersten Landesbehörde  2 8
  - als Landesbeauftragter für Politische Bildung  7
- Oberstudiendirektor
  - an einer Hochschule
  - als Leiter einer berufsbildenden Schule mit mehr als 360 Schülern  4
  - als Leiter eines Gymnasiums im Aufbau
    - mit mehr als 540 Schülern, wenn die oberste Jahrgangsstufe fehlt
    - mit mehr als 670 Schülern, wenn die zwei oberen Jahrgangsstufen fehlen
    - mit mehr als 800 Schülern, wenn die drei oberen Jahrgangsstufen fehlen

  - als Leiter eines voll ausgebauten Gymnasiums mit mehr als 360 Schülern
  - als Leiter einer Gemeinschaftsschule ohne gymnasiale Oberstufe mit mehr als 1000 Schülern  5
  - als Leiter einer Gemeinschaftsschule mit gymnasialer Oberstufe mit mehr als 360 Schülern  5
  - als Leiter einer organisatorischen Verbindung mit mehr als 360 Schülern  5 6
  - als Leiter einer Abteilung im IQSH
  - als Leiter des Sachgebietes Gymnasien im IQSH  5
  - als Leiter des Sachgebietes Gemeinschaftsschulen im IQSH  5
- Verbandsdirektor des Zweckverbandes Ostholstein  2
- Landesbeauftragter für Menschen mit Behinderung  7
- Landesbeauftragter für Flüchtlings-, Asyl- und Zuwanderungsfragen  7

### Thüringen

#### Besoldungsgruppe A 6
- Justizoberassistent
- Sekretär

#### Besoldungsgruppe A 7
- Brandmeister
- Justizmeister
- Kriminalmeister
- Obersekretär
- Polizeimeister

#### Besoldungsgruppe A 8
- Gerichtsvollzieher
- Hauptsekretär
- Justizobermeister
- Kriminalobermeister
- Oberbrandmeister
- Polizeiobermeister

#### Besoldungsgruppe A 9
- Amtsinspektor
- Hauptbrandmeister
- Inspektor
- Kriminalhauptmeister
- Kriminalkommissar
- Obergerichtsvollzieher
- Polizeihauptmeister
- Polizeikommissar
- Sonderpädagogischer Assistent

#### Besoldungsgruppe A 10
- Kriminaloberkommissar
- Oberinspektor
- Polizeioberkommissar
- Fachlehrer
  - an allgemein bildenden und berufsbildenden Schulen

#### Besoldungsgruppe A 11
- Amtmann
- Kriminalhauptkommissar
- Polizeihauptkommissar
- Fachlehrer
  - an berufsbildenden Schulen

#### Besoldungsgruppe A 12
- Amtsanwalt
- Amtsrat
- Kriminalhauptkommissar
- Polizeihauptkommissar
- Rechnungsrat
  - als Prüfungsbeamter beim Rechnungshof
- Grundschullehrer
- Konrektor
  - als der ständige Vertreter des Leiters einer Grundschule mit mehr als 180 bis zu 360 Schülern
- Lehrer im Justizvollzugsdienst

#### Besoldungsgruppe A 13
- Akademischer Rat
- Erster Kriminalhauptkommissar
- Erster Polizeihauptkommissar
- Oberamtsanwalt
- Oberamtsrat
- Oberlehrer im Justizvollzugsdienst
- Oberrechnungsrat
  - als Prüfungsbeamter beim Rechnungshof
- Rat
- Beratungsschulrat
- Fachrektor
- Förderschullehrer
- Hauptlehrer
- Konrektor
- Oberlehrer im Justizvollzugsdienst
- Regelschullehrer
- Rektor
- Seminarschulrat
- Studienrat
- Studienrat an einer Hochschule

#### Besoldungsgruppe A 14
- Akademischer Oberrat
- Oberkonservator
- Oberrat
- Beratungsoberschulrat
- Fachrektor
- Förderschulkonrektor
- Gemeinschaftsschulkonrektor
- Gemeinschaftsschulrektor
- Oberstudienrat
- Oberstudienrat an einer Hochschule
- Regelschulkonrektor
- Rektor
- Schulrat
- Seminarrektor
- Zweiter Gemeinschaftsschulkonrektor
- Zweiter Regelschulkonrektor

#### Besoldungsgruppe A 15
- Akademischer Direktor
- Direktor
- Geschäftsführer der Unfallkasse Thüringen
- Hauptkonservator
- Landesarchäologe
- Fachdirektor
- Förderschulrektor
- Gemeinschaftsschulrektor
- Regelschulrektor
- Schulamtsdirektor
- Seminardirektor
- Studiendirektor

#### Besoldungsgruppe A 16
- Abteilungsdirektor
- Leitender Direktor
- Ministerialrat
- Direktor der Verwaltungsschule
- Geschäftsführer der Unfallkasse Thüringen
- Landeskonservator
- Leitender Akademischer Direktor
- Leitender Schulamtsdirektor
- Leitender Seminardirektor
- Oberstudiendirektor